# 京王バス中野営業所

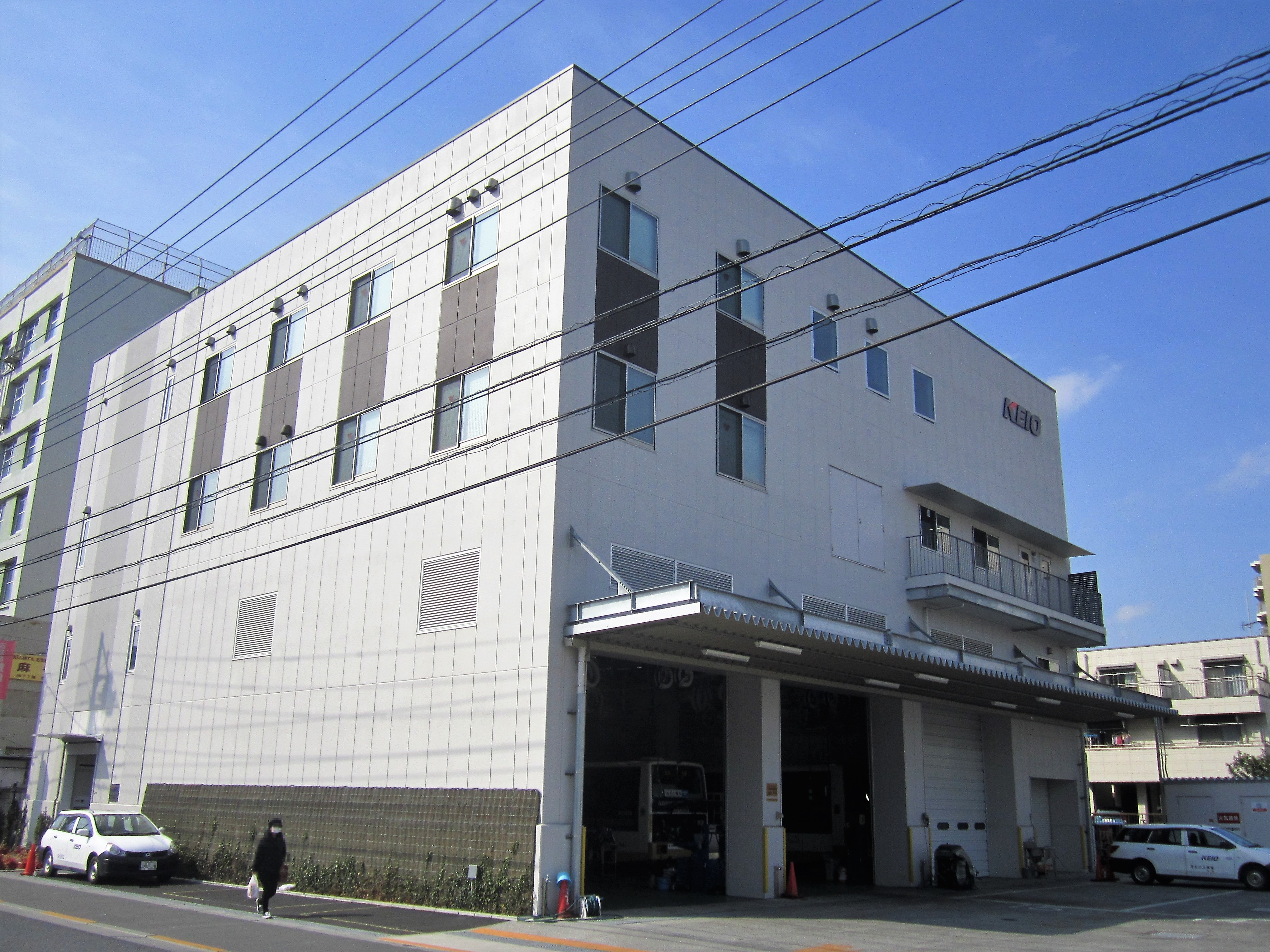
中野営業所建屋

京王バス中野営業所（けいおうバスなかのえいぎょうしょ）は、東京都中野区弥生町に所在する京王バスの営業所。当所を表す社内識別記号は「A」。
運行エリアは中野区内を中心に、中野駅発着路線の大半および練馬区内への乗り入れ路線を担当する。また永福町営業所と新宿区・渋谷区内への乗り入れ路線路線を分担し、新宿駅・渋谷駅をターミナルとする。新宿区コミュニティバス「新宿WEバス」、渋谷区コミュニティバス「ハチ公バス」の運行受託も行う。高速バスの車両配置はない。ただし共同運行会社等の高速バス車両が留置されることがある。
なお本項では、中野営業所から分かれる形で発足し、京王帝都電鉄時代に存在した新宿営業所および練馬営業所についても述べる。

## 沿革

### 営業所の起源
京王バス中野営業所が設置されたのは、2000年に練馬線の一部便の譲渡を受けた際のことである。これ以降、京王電鉄中野営業所より路線の管理委託化による運営業務の移管が進められた。
京王電鉄としての中野営業所の歴史は、1948年の京王帝都電鉄発足時に始まるが、これは1929年に旧・東京横浜電鉄傘下の東横乗合が設置した中野営業所を、大東急の分割による事業エリアの調整によって京王帝都電鉄が譲受したものである。このため営業所としての歴史は非常に古く、戦前の京王電気軌道との関係が薄いという点で、京王のバスの中では特殊な歴史を持つ営業所でもある。

### 東横乗合の伸長

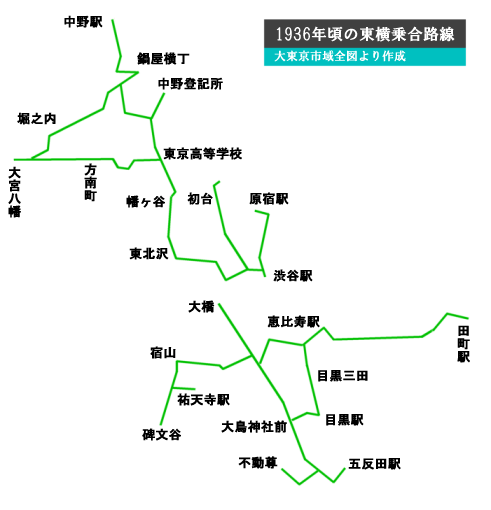
1936年頃の東横乗合路線

東横乗合が中野で営業するきっかけとなったのは、その前身の1つである代々木乗合自動車（渋谷駅 - 東北沢駅 - 幡ヶ谷線）が1928年に幡ヶ谷自動車（幡ヶ谷 - 中野登記所線）を買収したことである。1929年8月19日、代々木乗合自動車は東京横浜電鉄の傘下に入り、同年11月21日に同系のエビス乗合自動車に合併して東横乗合となった後は、北は十貫坂上・鍋屋横丁から中野駅、西は東京高校前から上ノ山を経て大宮八幡宮、十貫坂上から堀ノ内へと路線を積極的に延長し、1936年6月1日に大正自動車（中野坂上 - 宮園通 - 中野駅 - 沼袋駅  - 江古田四丁目 - 練馬駅、江古田四丁目 - 丸山の2線。1925年（大正14年）3月27日に利根川久衛、飯塚宗次郎、青柳文治等が設立。のち児玉衛一と河合鑛の経営に移る。）を合併して、練馬にも手を伸ばした。同年11月1日東横乗合は親会社である東京横浜電鉄に合併。さらに1939年10月1日東京横浜電鉄は姉妹会社の目黒蒲田電鉄に合併するが、10月16日目黒蒲田電鉄が東京横浜電鉄に改称。そして1942年5月1日、その東京横浜電鉄は東京急行電鉄に改称して、1944年5月31日京王電気軌道を合併した。
終戦後は営業所管内に罹災者の転入が急増したことから休止路線の復旧が急がれ、1947年までに「新宿駅 - 中野駅線」「中野車庫 - 練馬駅線」が運行を再開した。

### 京王帝都電鉄の成立
京王帝都電鉄の成立時から1950年代前半にかけて、急速に路線網が拡大した。「中野駅 - 渋谷駅線」「中野駅 - 市ヶ谷駅 - 新橋駅線」「中野駅 - 代田二丁目線」「新宿伊勢丹 - 堀の内二丁目線」などが開通し、井の頭線の起点である渋谷駅への乗り入れが実現。前述の練馬線も新宿への乗り入れを行うようになった。こうした運行増加に対応するため、1953年に新宿営業所（営業所記号はF）が初台駅近く（現：東京オペラシティ）に新設され、一部路線が移管された。1950年代後半に入ると市街化が郊外にも及ぶようになり、中野区北部や練馬区における人口増加が顕著となった。これを受け、練馬線における中野駅折返し便の新設、「中野駅 - 新井薬師前駅 - 哲学堂下 - 豊島園線」の開通など、この地域での運行強化が図られ、1963年には新たな営業拠点として練馬区中村南1-22に練馬営業所（営業所記号はH）が開設された。
しかし、1960年代半ば頃を境に自動車交通量の増加や交通規制の影響により、バスは円滑な運行が困難となり、6号通り筋や沼袋駅周辺などの狭隘路線では大幅な経路変更を行われた。全体的なバスの輸送量も減少に転じ始め、路線の廃止による合理化も進められた。こうした流れの中で、新宿営業所が1967年に乗合バスの担当から外れ、練馬営業所も開設から12年を経た1975年に閉所となり、最盛期には3営業所が分担した路線は再び中野営業所に集約された。

### 子会社への移管
2000年には京王電鉄から分社化された子会社の京王バス株式会社（初代）へ練馬線の一部便が移管され、その他の各線も管理委託化により段階的に同社に運営が譲渡された。2003年には京王バスによって新都心循環線（現：新宿WEバス）が開設されるなど、新たな動きも出始めている。
2006年4月1日には、大宮線が永福町営業所から移管され、営業エリアに若干の変化が生じている。大宮線はその後、2013年5月13日に永福町営業所に再移管され、代替として渋谷初台線、笹塚循環線を移管された。

### 2010年代以降
その後、隣接していた佼成病院の移転跡地を併せて拡張（中野区弥生町2-51-9から中野区弥生町5-26-1へ移転）、一部系統に路線改変が行われた。
2019年2月18日、永福町営業所の一部路線（宿51系統・渋66系統・中83系統）が当営業所へ移管された。
2023年3月1日、ダイヤ改正を実施。これにより渋谷・笹塚地区では路線廃止・新設・減便などを伴う大規模再編が行われ、渋55系統を東急バスから移管される（移管に伴い乗り場も変更）。また中野地区でも路線再編が行われ、コミュニティバス的な路線であった中83系統が廃止され（これに伴い「中野特別支援学校」「みなとっぷ21」「南部高齢者会館」の3停留所が廃止）、代替として中84・中85系統が新設された。また同年3月25日には都区内地区の運賃を改定、大人運賃が210円から220円へ値上げされた。
2024年3月15日、ダイヤ改正を実施　中84・中85系統、休日の中91系統、高46系統が廃止され、中86系統が新設された。また同日に都区内地区の運賃を改定、大人運賃が220円から230円へ値上げされた。

## 運賃・乗車券類
運賃は均一運賃230円（都区内運賃）で、乗降方式は前乗り中降り前払い。深夜バスは運賃倍額。コミュニティバス（新宿WEバス・ハチ公バス）のみ100円均一である。

## 現行路線

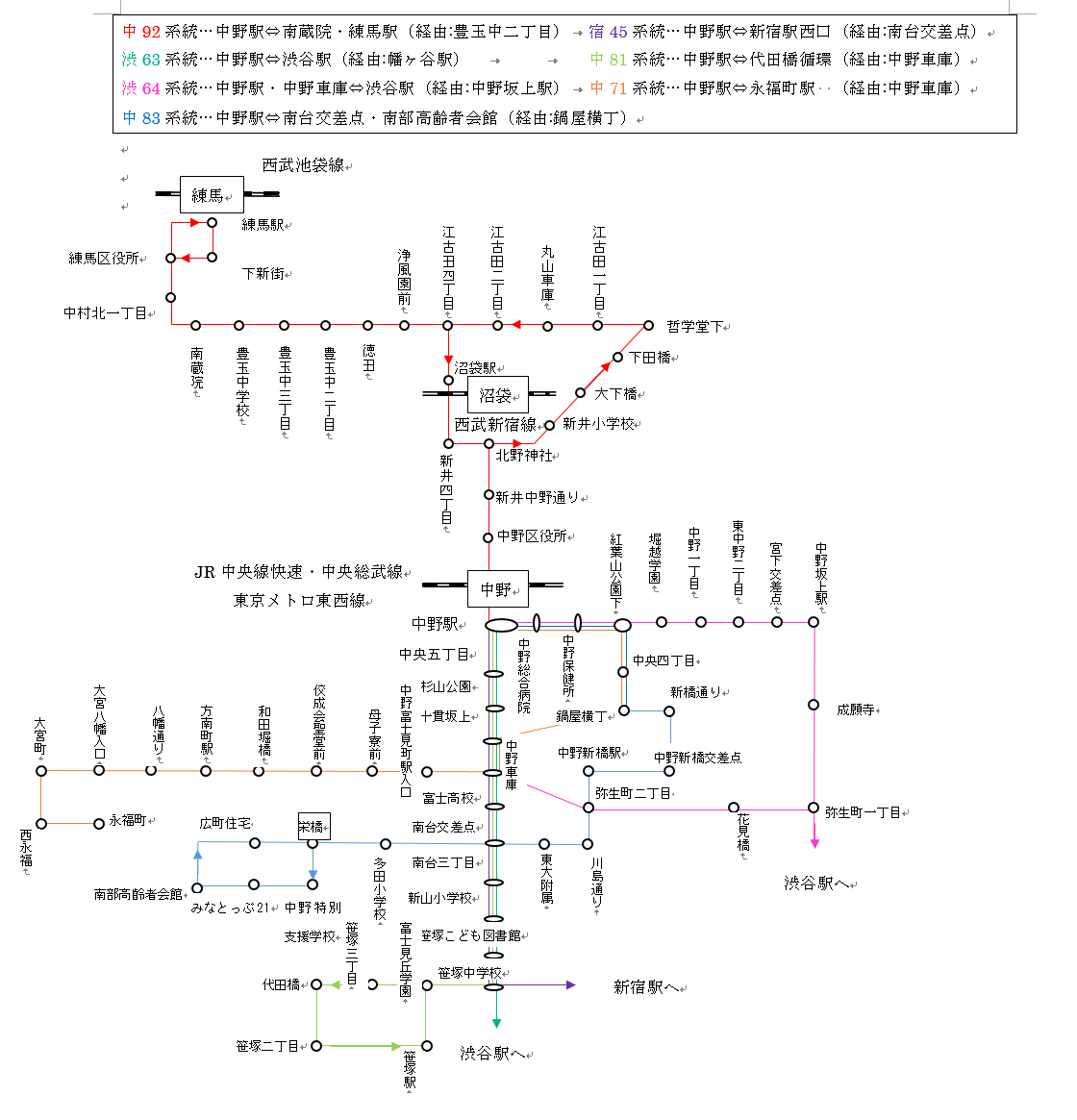
中野駅周辺の京王バスの路線図（2014年4月現在）

### 新宿線

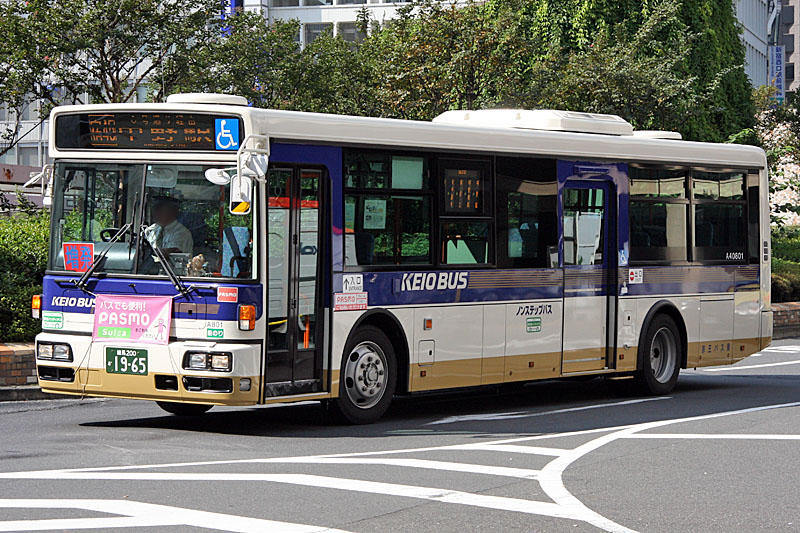
宿45系統 (A40801)

- 宿41：新宿駅西口 - 京王プラザホテル - 十二社池の上 - 六号通り - 笹塚中学 - 中野車庫（新宿駅西口方向のみ富士高校始発）
- 宿45：新宿駅西口 - 京王プラザホテル - 十二社池の上 - 六号通り - 笹塚中学 - 中野車庫 - 杉山公園 - 中野駅（南口）
- 宿41：新宿駅西口 → 新宿駅西口（28番のりば） → 京王プラザホテル → 十二社池の上 → 六号通り → 笹塚中学 → 中野車庫

新宿駅西口と中野車庫・中野駅の間を、鉄道駅と離れた六号通り・中野通り地区を経由する形で運行する路線。日中時間帯はおおむね8分間隔で運転されており本数は多い。宿41は基本的に朝の新宿駅方向と夜間の中野車庫方向のみの運転となっている。宿41では平日・土曜のほかに日曜・祝日でも深夜バスが運行されていたが、新型コロナウイルス感染症の流行による需要減少に伴い、現在は平日も含め全ての曜日で深夜バスが廃止されている。
新宿駅西口では、京王百貨店そばの20番のりばより発着するが、宿41の中野車庫行き最終便のみ、20番のりばを出ると同26番のりば・28番のりば（中央通り）にも停車する。

### 渋谷初台線
- 渋61：新国立劇場（初台駅入口） → 初台駅 → 代々木八幡駅入口 → 東大裏 → 東急百貨店本店前 → 渋谷駅（土曜夜1本のみ運行）

代々木乗合自動車時代に富ヶ谷線として開通した古い路線がベースで、長きにわたって東急が独自に運行してきた。しかし、戦後この路線に並行して京王が多数の路線を走らせるようになったことで、初台線はそれらに埋もれてしまい、1997年に京王が運賃の値上げを見送ったことで、運賃面でも競争上不利な状況となった。これらを背景に、2000年の運賃値下げ、6月16日の京王バスとの共同運行化を経て2002年6月1日に全便が移管された。
移管当初は永福町営業所が担当していたが、2013年5月13日に当営業所に移管された。
初台坂下から上下便の経路が分かれるため、初台駅をまたいで乗り通し出来た。
2014年1月16日より、渋谷駅 - 代々木八幡駅入口間を松涛通り - 山手通り経由に変更した。
利用客の減少により、2019年2月18日のダイヤ改正で土曜日の朝に新国立劇場 → 渋谷駅の1本のみの運行となった。

### 幡代線

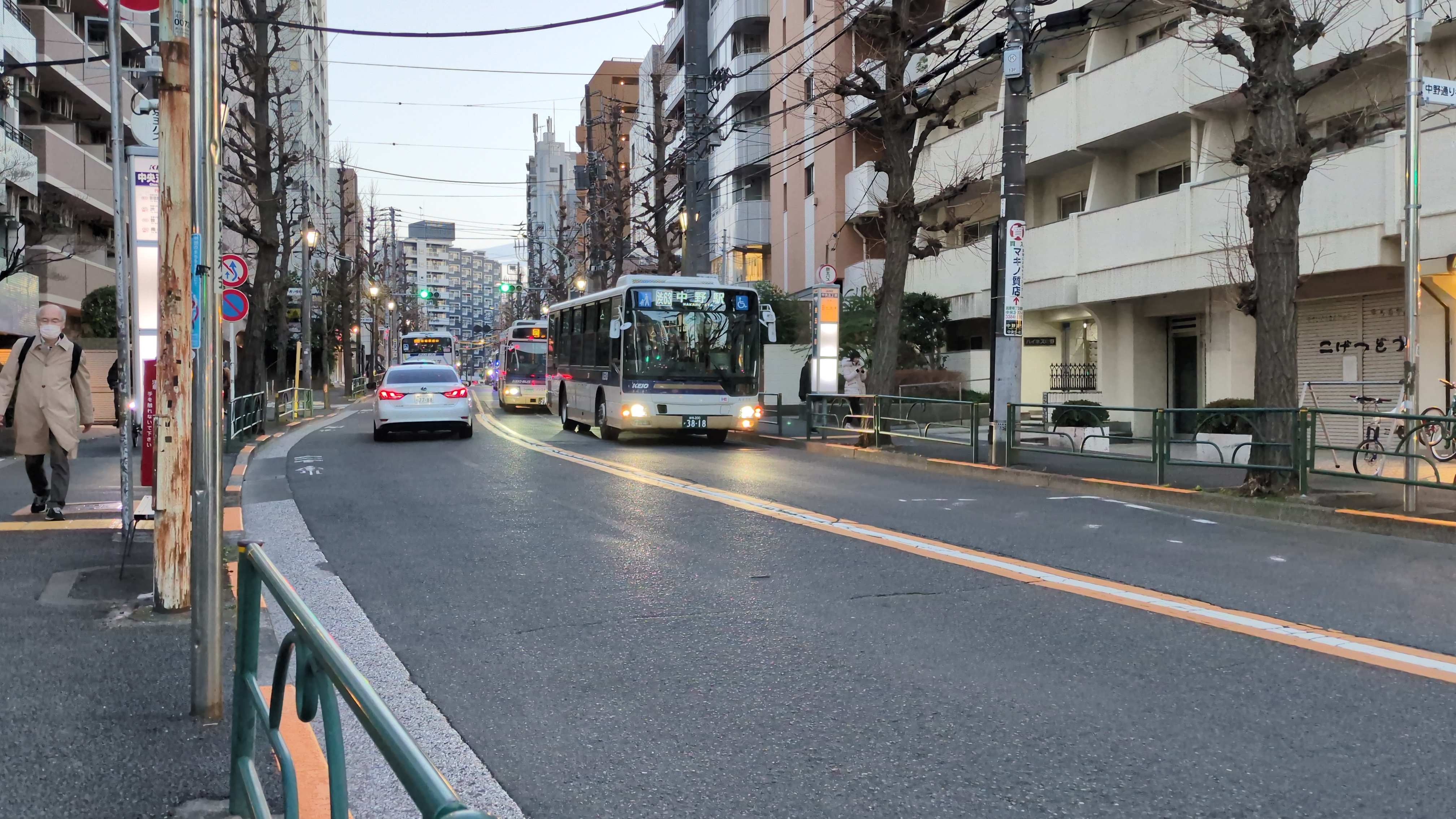
渋63系統（A32438）

- 渋63：渋谷駅 - 渋谷区役所 - 富ヶ谷 - 代々木八幡駅入口 - 東京オペラシティ南 - 幡ヶ谷駅 - 笹塚中学 - 中野車庫 - 杉山公園 - 中野駅（南口）
- 渋63：渋谷駅 - 渋谷区役所 - 富ヶ谷 - 代々木八幡駅入口 - 東京オペラシティ南 - 幡ヶ谷駅 - 笹塚中学 - 中野車庫（渋谷駅方向のみ富士高校始発・平日のみ深夜バスあり）
- 渋63：中野車庫 - 杉山公園 - 中野駅（南口）（平日のみ深夜バスあり）
- 中81：代田橋 → 笹塚駅 → 笹塚中学 → 中野車庫 → 杉山公園 → 中野駅（南口）（早朝のみ）
- 中82：中野駅（南口） - 杉山公園 - 中野車庫 - 笹塚中学 - 笹塚駅（日中および夜のみ）
- 中82：中野駅（南口） → 杉山公園 → 中野車庫 → 南台交差点（平日の深夜バスのみ）
- 中82：富士高校[14] → 笹塚中学 → 笹塚駅（早朝のみ）

中野駅と渋谷駅を幡ヶ谷駅経由で結ぶ渋63が本線で、それ以外に中81・中82が支線として存在する。
中81はかつての代田橋循環線が部分廃止の結果一部区間が残ったもので幡代線の出庫線であり、幡代線の一部と見なされることもある。中82の早朝は富士高校 → 笹塚駅、折返しは中81として代田橋 → 中野駅南口で運行する。土曜1本のみ、中81で代田橋循環線として全線運行するものもあったが、2024年8月19日改正で廃止された。
2021年4月1日より中82が日中の運行と笹塚駅 → 中野駅方向の運行を開始。笹塚駅に到着したバスは回送で甲州街道を西進し、大原交差点で転回。その後中野駅行きとして運行を行う。発車時間まで余裕がある場合は笹塚駅停留所の200m程手前の路上で待機する。

### 初台線
- 渋64：渋谷駅 - 渋谷区役所 - 富ヶ谷 - 代々木八幡駅入口 - 東京オペラシティ南 - 弥生町一丁目 - 中野坂上駅 - 紅葉山公園下 - 中野駅（南口）
- 渋64：中野車庫 - 弥生町一丁目 - 中野坂上駅 - 紅葉山公園下 - 中野駅（南口）（中野駅方向のみ弥生町二丁目始発）
- 渋64：渋谷駅 - 渋谷区役所 - 富ヶ谷 - 代々木八幡駅入口 - 東京オペラシティ南 - 弥生町一丁目 - 中野車庫（渋谷駅方向のみ弥生町二丁目始発・平日のみ深夜バスあり）

中野駅と渋谷駅を成願寺・中野坂上駅経由で結ぶ。渋61は「渋谷初台線」と呼称が区別されている。中野駅 - 東中野二丁目間において関東バス宿05と共通定期券を取り扱っている。車庫移転に伴い、渋64系統の出庫系統のみ弥生町二丁目バス停始発となる。

### 幡ヶ谷線
- 渋55：渋谷駅 - 東急百貨店本店前 - 東大裏 - 上原二丁目南 - 東北沢駅
- 渋65：渋谷駅 → 東急百貨店本店前 → 東大裏 → 上原二丁目南 → 東北沢駅 → 東京消防学校西 → 笹塚駅 → 北沢中学校 → 東北沢駅 → 上原二丁目南 → 東大裏 → 東急百貨店本店前 → 渋谷駅 （※東北沢・笹塚循環、日中時間帯のみ）

2023年3月1日のダイヤ改正と同時に、東急バス（淡島営業所）から移管された。移管に合わせ同日付で、渋55系統の経路変更および延伸を実施、渋65系統を新設して日中時間帯に「東北沢・笹塚循環」として笹塚駅まで延伸した。同時に、渋谷駅 - 東大前間は、道玄坂上経由から往復とも東急百貨店本店前経由へ経路変更し、「代々木上原」停留所はハチ公バス停留所と同名の「上原二丁目南」に改称された。
なお、渋65の系統番号はかつて、初台線の東京オペラシティ - 渋谷駅の直行便に割り当てられていたが、2010年代以降は運行実績がなかった。
渋谷駅から文化村通り、松濤文化村ストリート、松濤二丁目交差点から山手通りを北進し、東大裏交差点から航研通りに入り東大駒場キャンパスの北を走る。さらに三角橋交差点から東京都道420号鮫洲大山線にそのまま直進し、東北沢駅ロータリーへ乗り入れ、日中は笹塚駅を経由する循環路線として運行する。また日中は東京消防学校西で乗務員交代を行う。

### 笹塚線
- 渋68：渋谷駅 → 渋谷区役所 → 富ヶ谷 → 代々木上原駅 → 大山町 → 大原一丁目（土休日夜間2本のみ）
- 渋69：渋谷駅 → 渋谷区役所 → 富ヶ谷 → 代々木上原駅 → 大山町 → 東京消防学校西 → 笹塚駅 → 大原一丁目 → 大山町 → 代々木上原駅 → 富ヶ谷 → 渋谷区役所 → 渋谷駅

2013年5月13日、永福町営業所から移管された。開業時の路線名は「笹塚循環線」であった。旅客案内上は「笹塚駅」行きと称されるが、基本的には笹塚駅周辺を循環して、渋谷駅に戻る循環系統である。原則として中型車で運行される。なお、引き続き「笹塚循環線」として、渋68（永福町 → 渋谷駅）朝1便だけは、NHK線の出庫便として永福町営業所が担当していたが､NHK線の終了と共に廃止されている｡

かつて大原町・富ヶ谷地区の井ノ頭通りでは、都営バスと京王帝都電鉄（当時）の共同運行路線が通っていたが、1969年3月31日をもって廃止されバス路線が消滅、当地区は30年以上にわたりバス空白地帯となっていた。
これを解消すべく2003年1月、井ノ頭通りの上原・北沢・大原などの地区を経由する路線として開業。当時は永福町営業所の担当であった。大山町 - 笹塚駅間はラケット型ループ経路で循環する。
2010年10月1日、「笹塚」バス停を移設し、「笹塚駅」へ変更。10月11日に路線再編、ループ区間の経路変更。
- 変更前：大山町 → 大原一丁目 → 泉南 → 笹塚中学 → 笹塚 → 大原一丁目 → 大山町
- 変更後：大山町 → 東京消防学校西 → 笹塚駅 →大原一丁目→大山町

国道20号を越えず、京王線の南側のみで循環するようになった。また再編時に、渋谷駅から大原一丁目行きの片方向区間便である渋68を夜間数便のみ設定した。
ループ区間の経路変更により、京王線北側の都道431号（水道道路）は経由しなくなったため、「富士見丘学園」「笹塚三丁目」の両停留所は、中81のみの停車となりこの区間では減便となった。その後、2024年8月19日の改正で中81（富士高校始発）は廃止されるためこの両停留所には路線バスが来なくなる。同時に「笹塚三丁目」と「代田橋」停留所の間の水道道路上にあった、環七と交わる泉南交差点付近の「泉南（せんなん）」停留所が廃止されている。
2010年の再編時に、笹塚循環線の渋67（渋谷駅 - 笹塚）は、渋60に変更され廃止された。

2023年3月1日のダイヤ改正で渋60は渋65に振替の上で廃止され、渋69系統は1日5.5往復に減便された。

### 練馬線

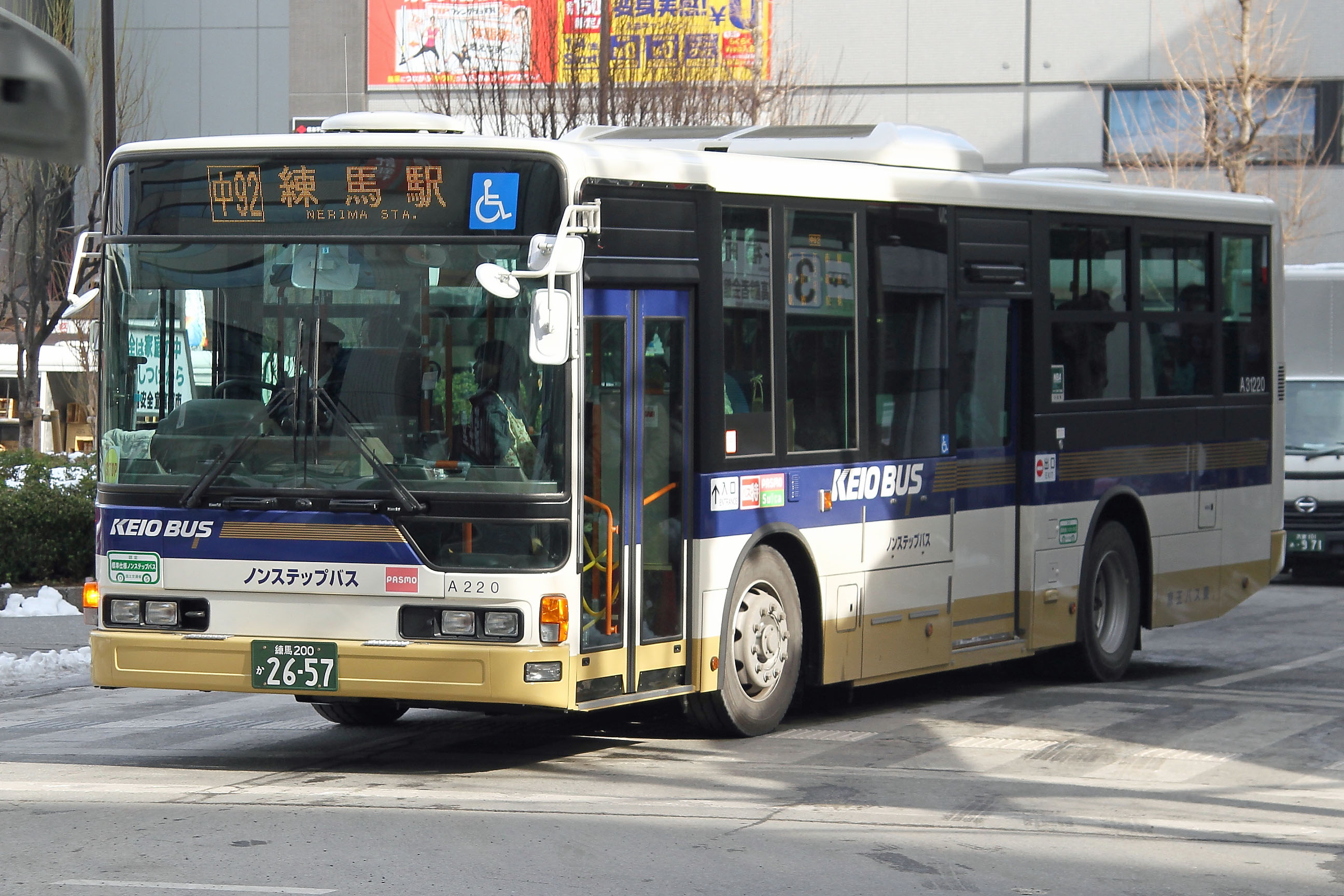
中92系統 (A31220)

- 中91︰中野駅（北口） → 北野神社前 → 新井四丁目 → 北野神社前 → 中野区役所 → 中野駅（北口）（平日朝のみ運行）
- 中92：中野駅（北口） - 北野神社前 - （下田橋 →/← 沼袋駅） - 豊玉中二丁目 - 南蔵院 - 練馬区役所 - 練馬駅
- 中92：中野駅（北口） - 北野神社前 - （下田橋 →/← 沼袋駅） - 豊玉中二丁目 - 南蔵院
- 中92：中野駅（北口） - 北野神社前 - （下田橋 →/← 沼袋駅） - 豊玉中二丁目（平日のみ深夜バスあり）
- 中92：豊玉中三丁目 → 沼袋駅 → 北野神社前 → 中野駅（北口）
- 中92：南蔵院 - 練馬区役所 - 練馬駅

路線名の通り、京王電鉄バスグループ全体でも一般路線の営業エリア最北端に位置する練馬駅に乗り入れる唯一の路線で、中野駅付近を除き他に京王バスの路線が存在しない地域を走行する。西武池袋線、および中野区内の西武新宿線の駅に乗り入れる京王バス自体もこの路線のみ。

この路線は、戦前の大正自動車が運行していた路線に端を発する。東横乗合大正営業所→東京横浜電鉄→東京急行電鉄大正営業所を経て、戦後の大東急解体時に京王へ引き渡されたという経緯を持つ。その後、新宿駅西口直通やその取り止め、練馬営業所への移管や営業所廃止に伴う再移管、大久保線・中63の事実上統合といった激動を経て、現在の形に落ち着いている。
なお、京王帝都電鉄時代に存在した練馬営業所は、中92沿線の寺院「南蔵院」の近くにあった。営業所跡地にはマンションが建っている。練馬線はかつての練馬営業所の面影を残す唯一の路線となっている。

沼袋駅前の道路が南行き一方通行となっているため、北野神社前 - 江古田四丁目は往復の経路が異なり、練馬駅方向は新青梅街道経由、中野駅方向は沼袋駅経由となる。中野駅方向は沼袋駅そばの踏切がラッシュ時には開かずの踏切になるというリスクがあるが、新宿線中井 - 野方間の連続立体交差事業が完成すれば、上下共に沼袋駅経由に変更される可能性がある。

沼袋駅を経由することにより、京王が筆頭株主になっている関東バスの練馬線との棲み分けを図っている。これは2013年（平成25年）に類似した経路の中25が新設された後も変わっていない。
練馬駅方向の北野神社前 → 江古田二丁目間は関東バスの停留所を使用し、自社の停留所を設置していない。また、関東バスの練馬線が停車する総合東京病院（下徳田橋）停留所には、京王便は停車しない。
2011年9月16日より、中野駅着は南口ロータリーから関東バス中35・中36が使用していたガード下旧5番のりばに変更となった。また、2016年9月12日より乗車についても南口5番のりばから北口7番のりば（中野サンプラザ東側、旧中野区役所）に変更となり、中野区役所は中野駅行きのみ停車に変わった。
豊玉中三丁目始発・豊玉中二丁目始発の中野駅（北口）行きは、それぞれ平日朝のみの運行。豊玉中二丁目行きは平日・土曜朝と平日の深夜バスのみ運行。中91（新井四丁目発着）は、ラッシュ時の補完路線として平日朝のみの運行。中91（中野区立総合体育館発着）は、2021年4月3日運行開始。土休日の8時 - 20時のみ30分間隔で運行。中野駅北口は7番乗り場後ろの（新）5番乗り場より発車する。なお、中91（中野区立総合体育館発着）は2024年3月15日のダイヤ改正により運行を終了した（最終運行日は2024年3月10日）。
2022年9月15日より、中91の新井四丁目方向および中92の練馬駅方向の「新井小学校」停留所が「令和小学校」停留所に改称された。

### 大宮線
- 中71：中野駅（南口） - 紅葉山公園下 - 鍋屋横丁 - 中野車庫 - 中野富士見町駅入口 - 方南町駅 - 西永福 - 永福町
- 中71：中野駅（南口） → 紅葉山公園下 → 鍋屋横丁 → 中野車庫 → 中野富士見町駅入口 → 峰（方南町駅東）（2019年2月18日より夜間のみ）

歴史は古く、戦前の東横乗合時代に中野と大宮八幡を結んでいた路線が前身である。1960年代までは、十貫坂から堀ノ内二丁目へ抜け、本村橋で善福寺川を渡るという、現在とは全く異なる経路で運行されていた。
2006年4月1日付で永福町営業所から当営業所に移管されたが、2013年5月13日の再移管で永福町営業所に戻された。ただし中野車庫発着便は引き続き当営業所が担当していたが、2018年2月21日をもって廃止された。
2018年2月22日付で当営業所に再移管された。2019年2月18日より21時以降の便が峰行きとなる（終着後は中野車庫まで回送入庫）。2023年3月のダイヤ改正で、新設された前述の中85が方南町駅から永福町間で重複している為、平日の日中便が毎時2本に減便された。

### 渋谷線
- 宿51：新宿駅西口 - 十二社池の下  - 十二社池の上 - 西参道 - 参宮橋駅 - 放送センター西口 - 渋谷区役所 - 渋谷駅
- 宿51：渋谷駅 → 渋谷区役所 → 放送センター西口 → 参宮橋駅 → 代々木三丁目（平日夜間1便のみ）

新宿駅と渋谷駅を結び、代々木公園や明治神宮の西側に沿って走る。戦前は新宿から西参道を経て初台下（参宮橋駅付近）を結ぶ路線が京王電気軌道によって運行されていた。戦時中に廃止されていたが、これを戦後になって参宮橋から渋谷駅へ延長する形で復活開通した。戦前の東京横浜電鉄（現・東京急行電鉄）が渋谷から先、新宿までの延伸を計画していた時の予定線形と類似したルートを走行している。
かつては公園通りの渋滞に巻き込まれ、無ダイヤ状態も珍しくなかったが、今では渋滞の影響は比較的少ない路線となった。渋谷駅と渋谷区北部と結ぶ路線として通勤時の利用割合も高く、運行時間帯・本数ともに大幅に拡大された。出入庫は方南線の営業便（後述）や新宿駅で乗り継ぎを行うが､中野に移管されてからは､宿45と併せた運用もある｡
2012年8月1日、フォレストタウン停留所が西参道 → 代々木三丁目間に新設されたのに合わせ、西参道止まりの便が平日2本新設されたが、現在は廃止されている｡
2019年2月18日実施のダイヤ改正より、当営業所に移管された。ただし、夕方に設定されている渋谷駅発代々木三丁目行きのみ永福町営業所が担当していたが、NHK線の廃止に伴い当営業所に移管され、平日の最終便のみ運行されている｡

### 阿佐ヶ谷線

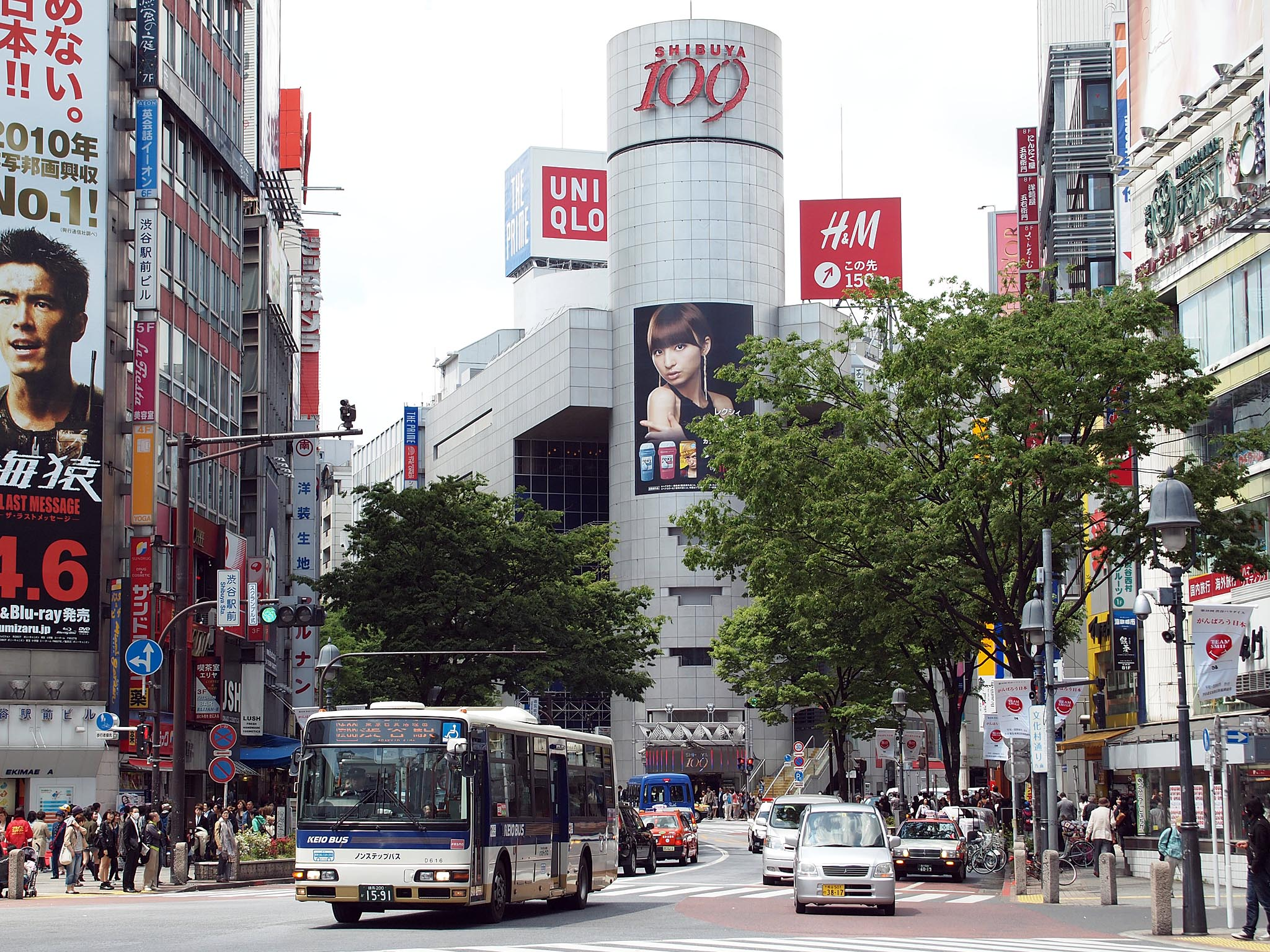
渋谷駅行きは東急本店：文化村通り経由 (D30616)

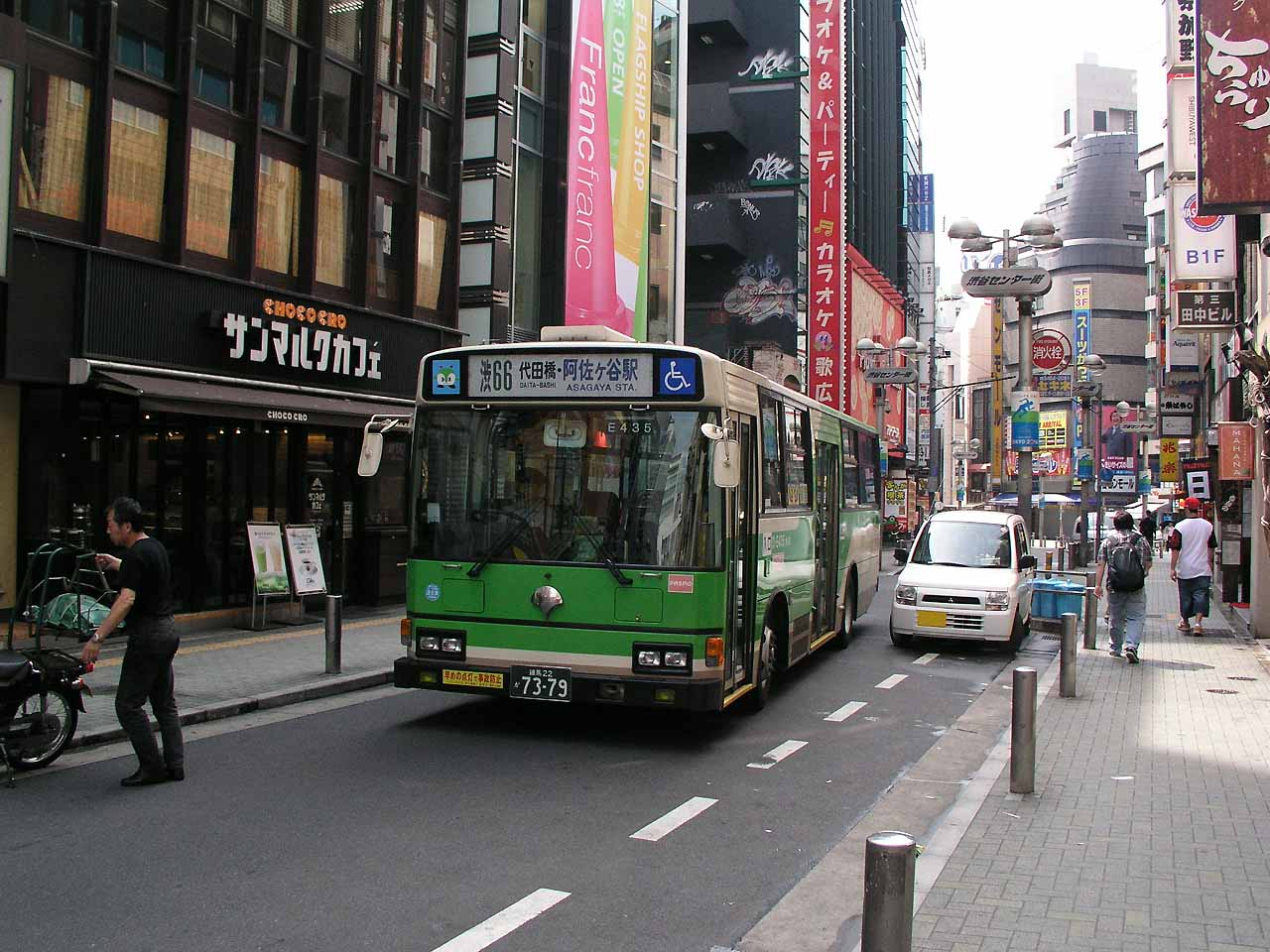
阿佐ヶ谷駅行きは井ノ頭通り経由 (都営・D-E435)

- 渋66：渋谷駅 - 富ヶ谷 - 代々木八幡駅入口 - 幡ヶ谷駅 - 笹塚駅 - 代田橋 - 方南八幡通り - 堀の内 - 杉並車庫 - 新高円寺 - 杉並区役所 - 阿佐ヶ谷駅（都営バス杉並支所と共同運行）
- 渋66：渋谷駅 - 富ヶ谷 - 代々木八幡駅入口 - 幡ヶ谷駅 - 笹塚駅 - 代田橋 - 方南八幡通り（←）和田堀橋
- 渋66：杏林大学杉並病院前 - 堀の内 - 杉並車庫 - 新高円寺 - 杉並区役所 - 阿佐ヶ谷駅

渋谷駅（都営バスでは「渋谷駅前」）から23区西部を斜めに横断して阿佐ヶ谷駅（都営バスでは「阿佐ヶ谷駅前」）に至る。JR中央線と京王線に囲まれた杉並区和田・堀ノ内・方南・和泉から渋谷まで直通できる地域輸送を担う。
1957年（昭和32年）、京王からの申し入れを東京都交通局が受ける形で開通した。京王では当初は世田谷営業所（初代）が担当し、1970年（昭和45年）の世田谷営業所統合時に永福町営業所へ移管された。
1990年代末、利用客が減少したことから京王が路線撤退を仄めかした。これを受け杉並区内の沿線住民が渋66の利用を促進したところ、縮小を免れて都営：京王＝2：1での運行となった。
その後、京王は2003年からバス部門の経営効率化を進めるとともに、都区内の路線網を積極的に拡充する方針に転じる。2003年4月の都営バス早稲田営業所杉並支所のはとバス委託時に、渋66だけは委託を免れ渋谷営業所新宿支所へ移管されたが、同時に都営と京王の本数比率が逆転して京王便の方が多くなった。

2006年4月（平成18年度）からは、都営便が杉並支所の他の路線に合わせる形でよりはとバス管理委託となったため、杉並支所に再移管された。同時に新宿支所は分駐所に格下げされた。その後、2009年4月のはとバス委託で再び新宿支所となり、同時に杉並支所も名称が小滝橋営業所杉並支所となった。
渋谷駅 - 富ヶ谷では、井ノ頭通りの渋谷センター街付近が西武百貨店 - 放送センター西口への一方通行のため、渋谷方面は富ヶ谷 → 神山 → 東急百貨店本店を経由する。渋谷駅周辺でのイベント開催時などに、富ヶ谷 → 東急百貨店本店間が通行止めとなる際は、富ヶ谷 → 渋谷駅間は渋谷区役所経由で迂回運行する。
杏林大学杉並病院前 - 阿佐ヶ谷駅の区間便、渋谷駅発の方南八幡通り止まり、和田堀橋始発の渋谷駅行きは、京王側のみが運行している。杉並車庫発着便、和田堀橋 - 阿佐ヶ谷駅の区間便は都営側のみ運行する。
2019年2月18日のダイヤ改正により、宿51系統とともに永福町営業所から移管された（都営側の担当は杉並支所のまま変更なし）。移管に伴い、出入庫便は方南町駅発着から堀の内二丁目（現：杏林大学杉並病院前）発着へ変更となった。また、日中のダイヤにおいて乗務員交代を和田堀橋で行うこととなり、乗務員は和田堀橋 → 渋谷駅 → 阿佐ヶ谷駅 → 和田堀橋を運行する形となっている。

なお、東京都交通局の割引乗車券・福祉乗車証類（都バス一日乗車券、都営まるごときっぷ、東京フリーきっぷ、都バスフリーカード、都営交通無料乗車券・乗車証）は、すべて都営便のみの取り扱いとなる。

### 中野新橋線
- 中87：中野駅（南口） - 紅葉山公園下 - 鍋屋横丁 - 中野新橋駅 - 中野車庫

2025年4月1日改正で新設。前日まで運行されていた中86の高円寺側を廃止し、中野駅〜中野新橋駅〜中野車庫間のみの系統として存続した形となる。11時台から17時台に7往復のみの設定となった。

### 方南線
- 宿32：新宿駅西口 ← 十二社池の下 ← 本町三丁目 ← 南台交差点 ← 南台図書館 ← 佼成行学園
- 宿33：新宿駅西口 → 十二社池の下 → 本町三丁目 → 南台交差点

メインは永福町営業所が運行。中野営業所は2019年2月18日より参入したが、永福町までは行かず、方南町駅の一つ手前である峰発着の便のみ運行する。2021年4月1日より、峰止まりの便は南台交差点止まりに短縮された。2023年3月1日からは朝の峰から新宿行きの便を取り止め、宿32系統の佼成行学園発新宿行きに変更された。

### 東京スタジアム線（急行）
- 調29：調布駅北口 - 味の素スタジアム（調布営業所・永福町営業所と共管）

スタジアムでのサッカー開催時・イベント開催時のみ運行される臨時便。

### コミュニティバス

#### 新宿WEバス
新宿区のコミュニティバス「新宿WEバス」を、開業当初より受託運行している。

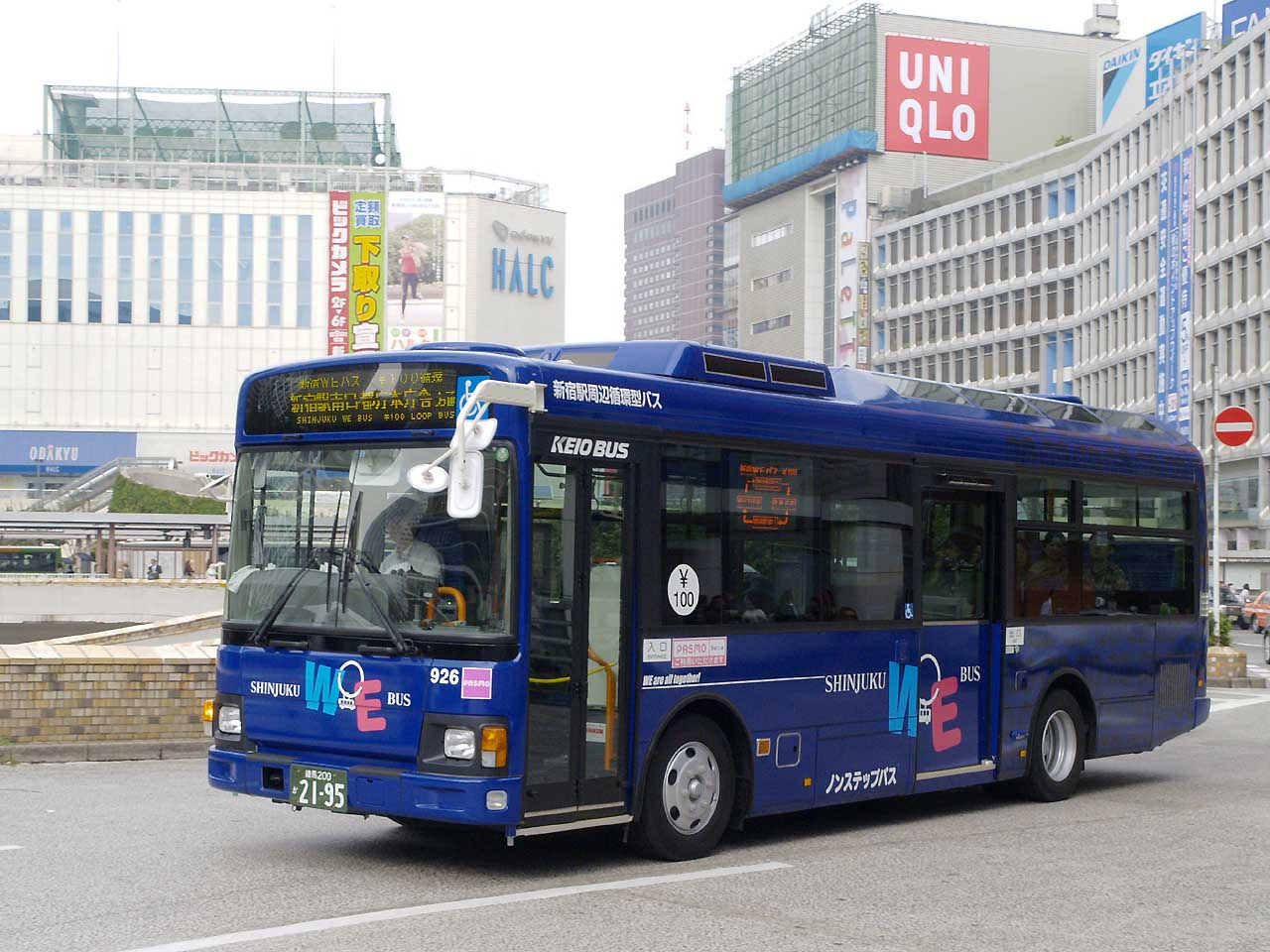
新宿WEバス (A20926)
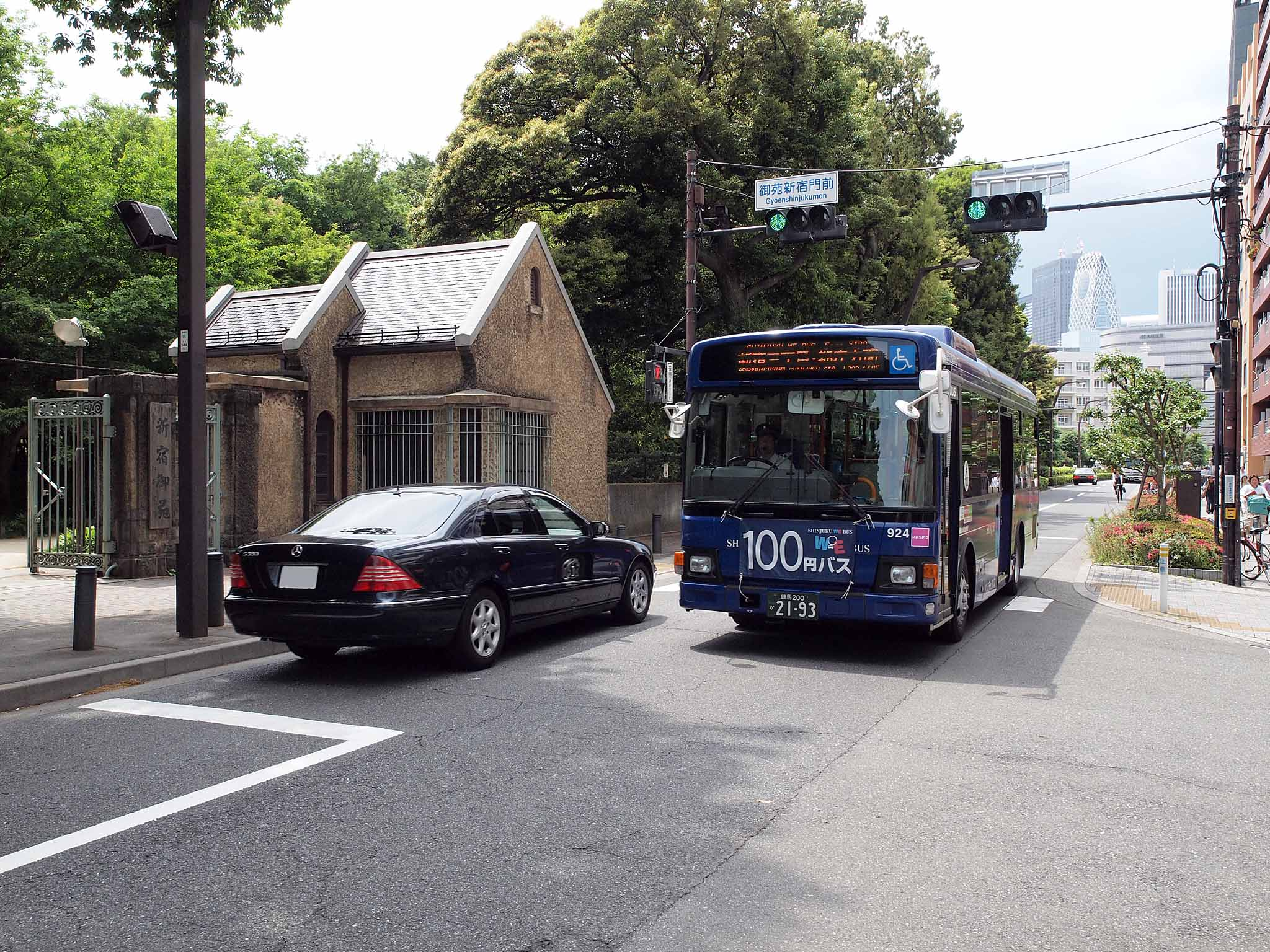
2011年に開設された新宿御苑ルート(A20924)
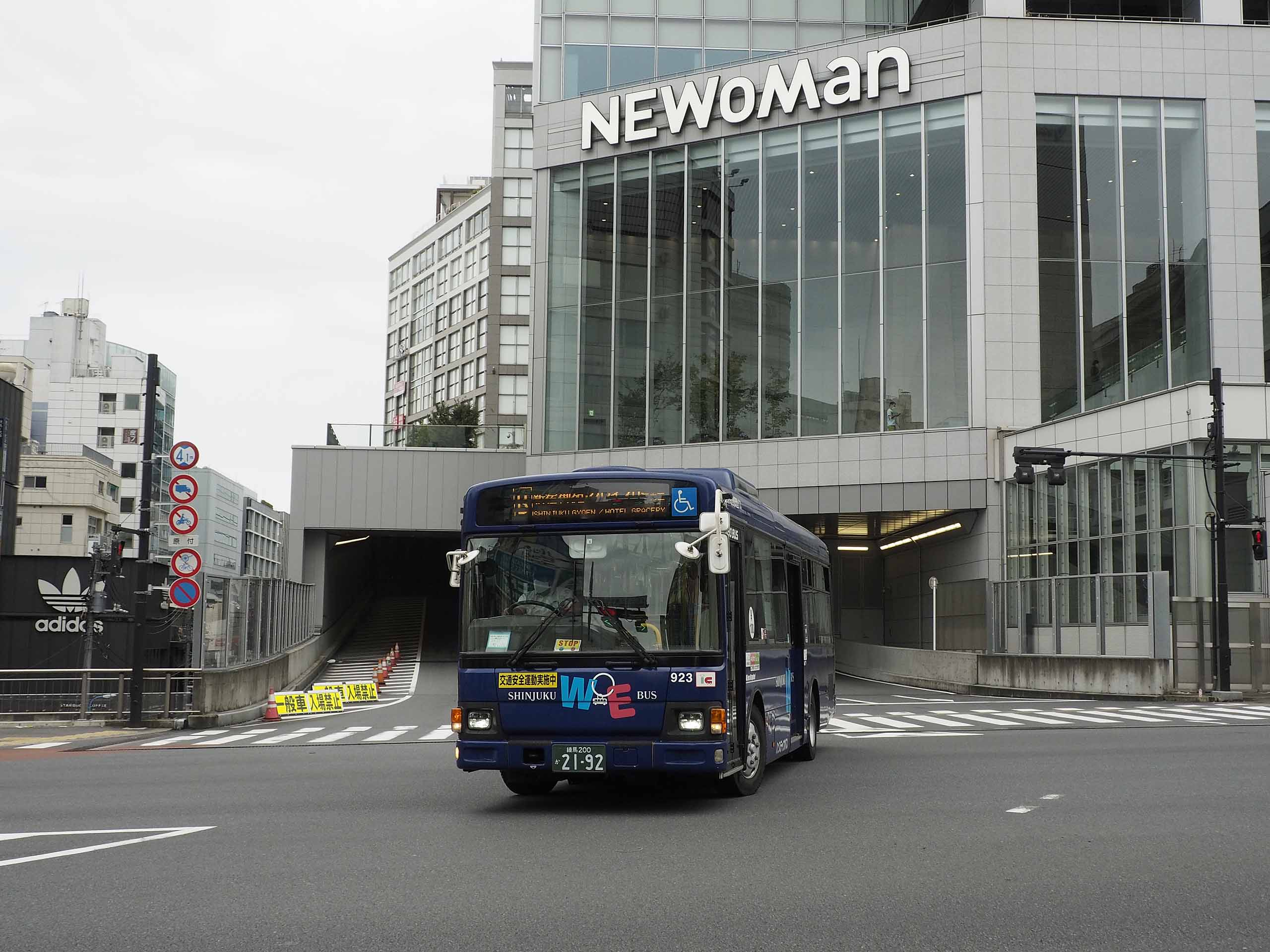
新宿御苑ルートは2016年からバスタ新宿へ乗り入れ(A20923)
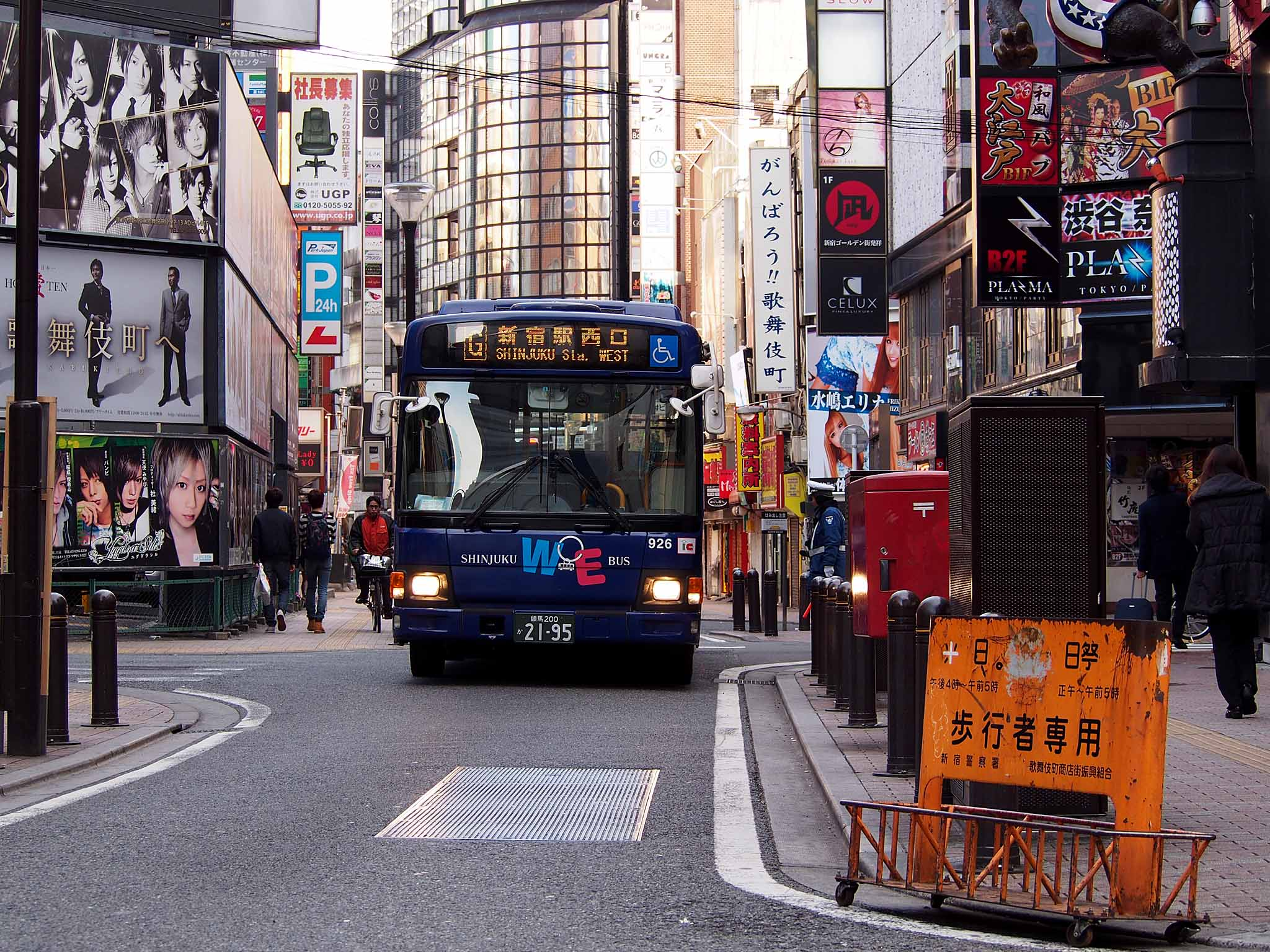
2016年に開設された歌舞伎町ルート(A20926)
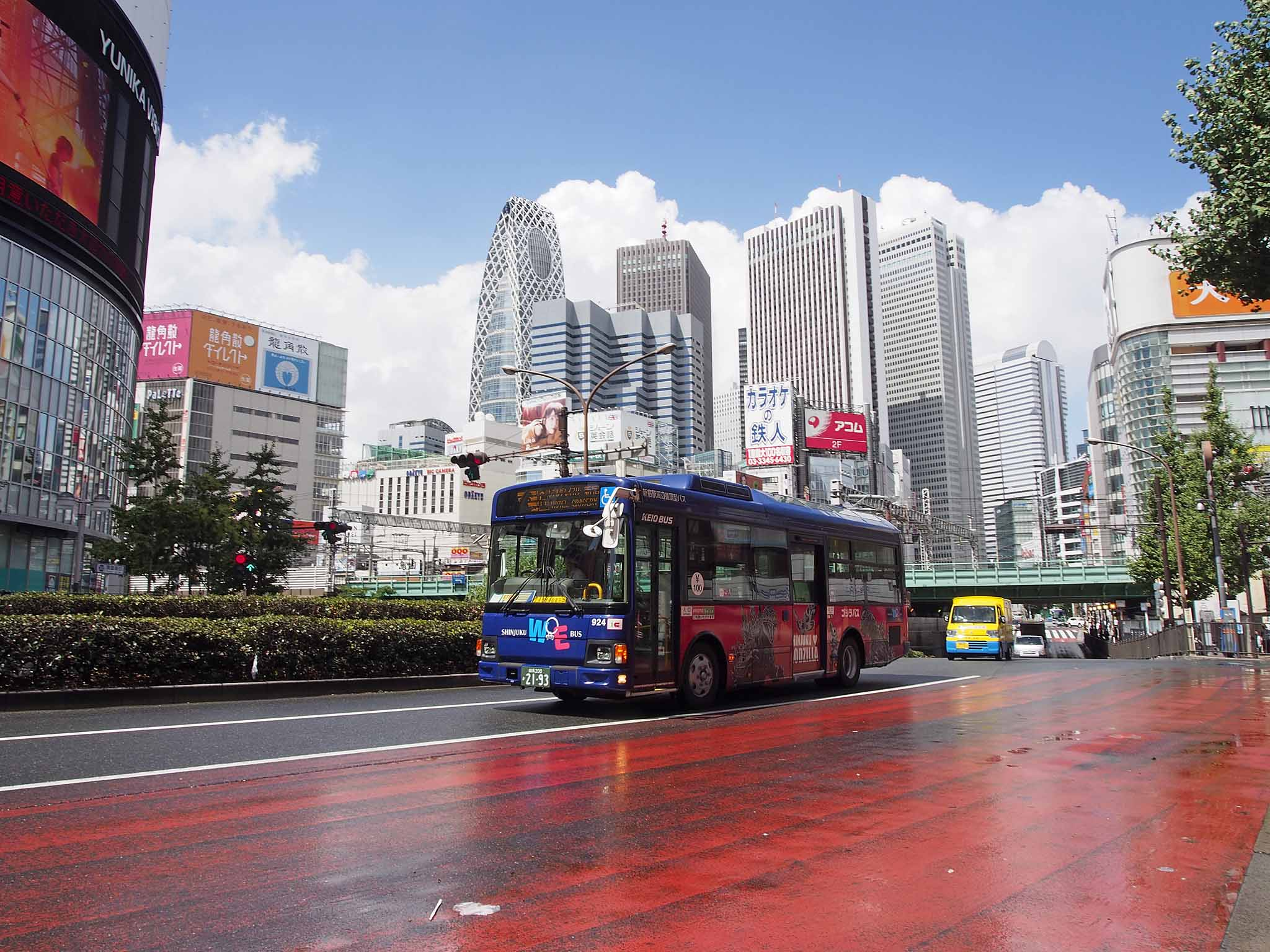
2016年夏から実施されている『シン・ゴジラ』ラッピング(A20924)
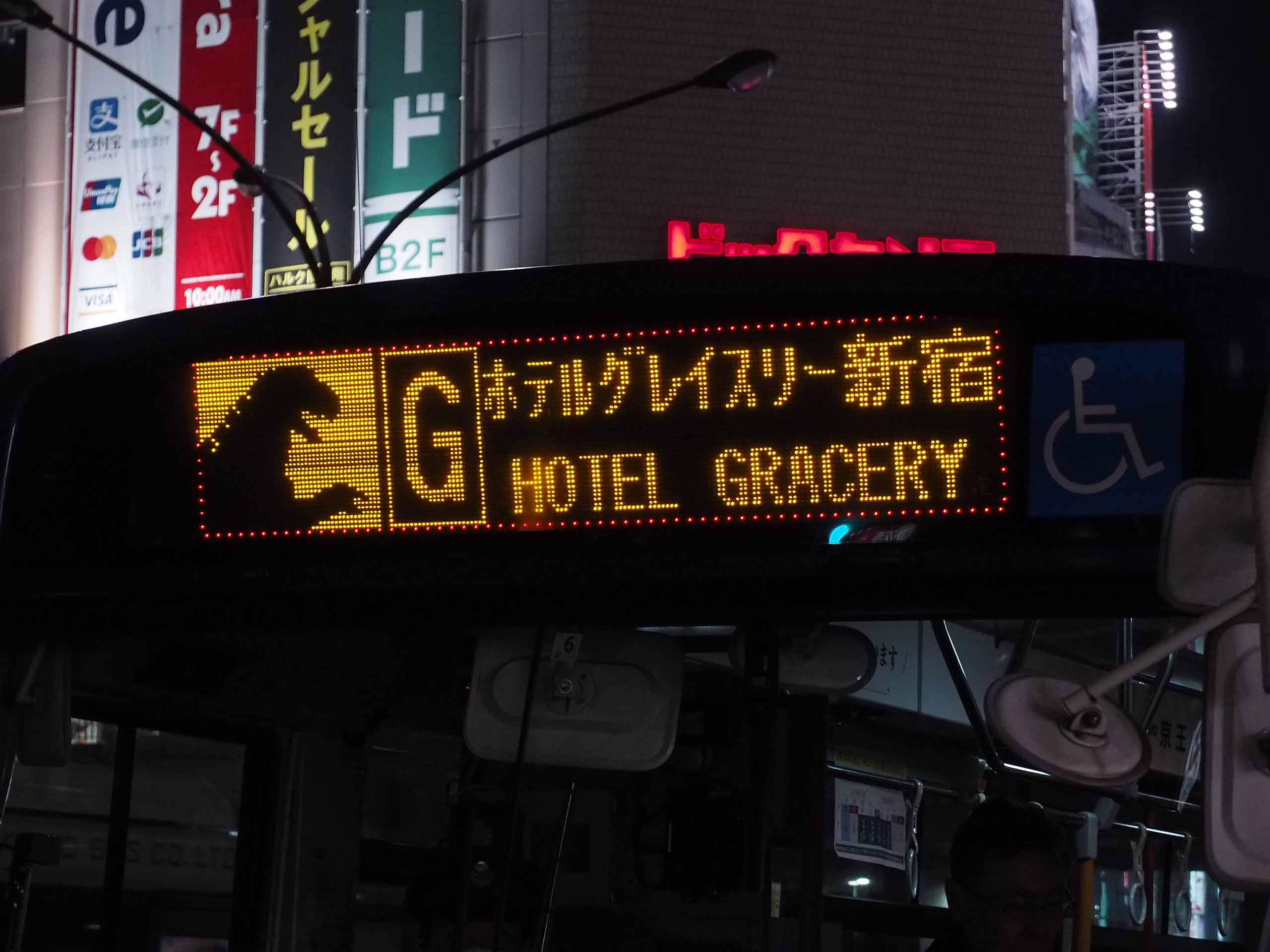
ゴジラのシルエットが加わった歌舞伎町ルートの表示(A20923)
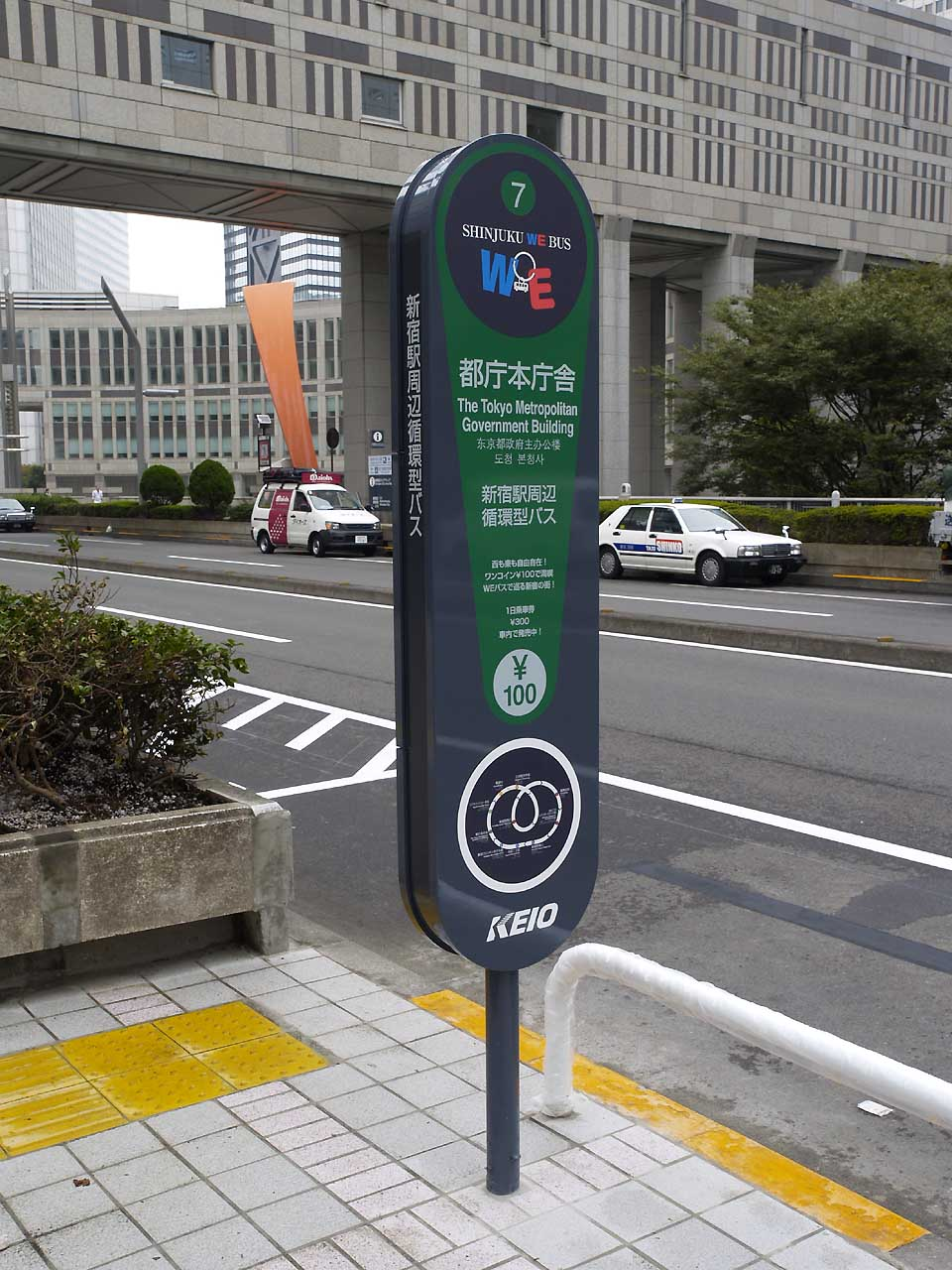
WEバスの停留所ポール（都庁本庁舎）

#### 渋谷区コミュニティバス「ハチ公バス」
- 春の小川ルート（本町・笹塚循環）
- 丘を越えてルート（上原・富ヶ谷ルート）

全4ルート中、上記の2ルートを京王が担当。2004年9月2日開業の「春の小川ルート」で京王がハチ公バスに参入して以来、永福町営業所が長年担当してきたが、2019年10月16日より、京王担当の2路線とも中野営業所へ移管された。専用車両は2ルート共通で使用される。

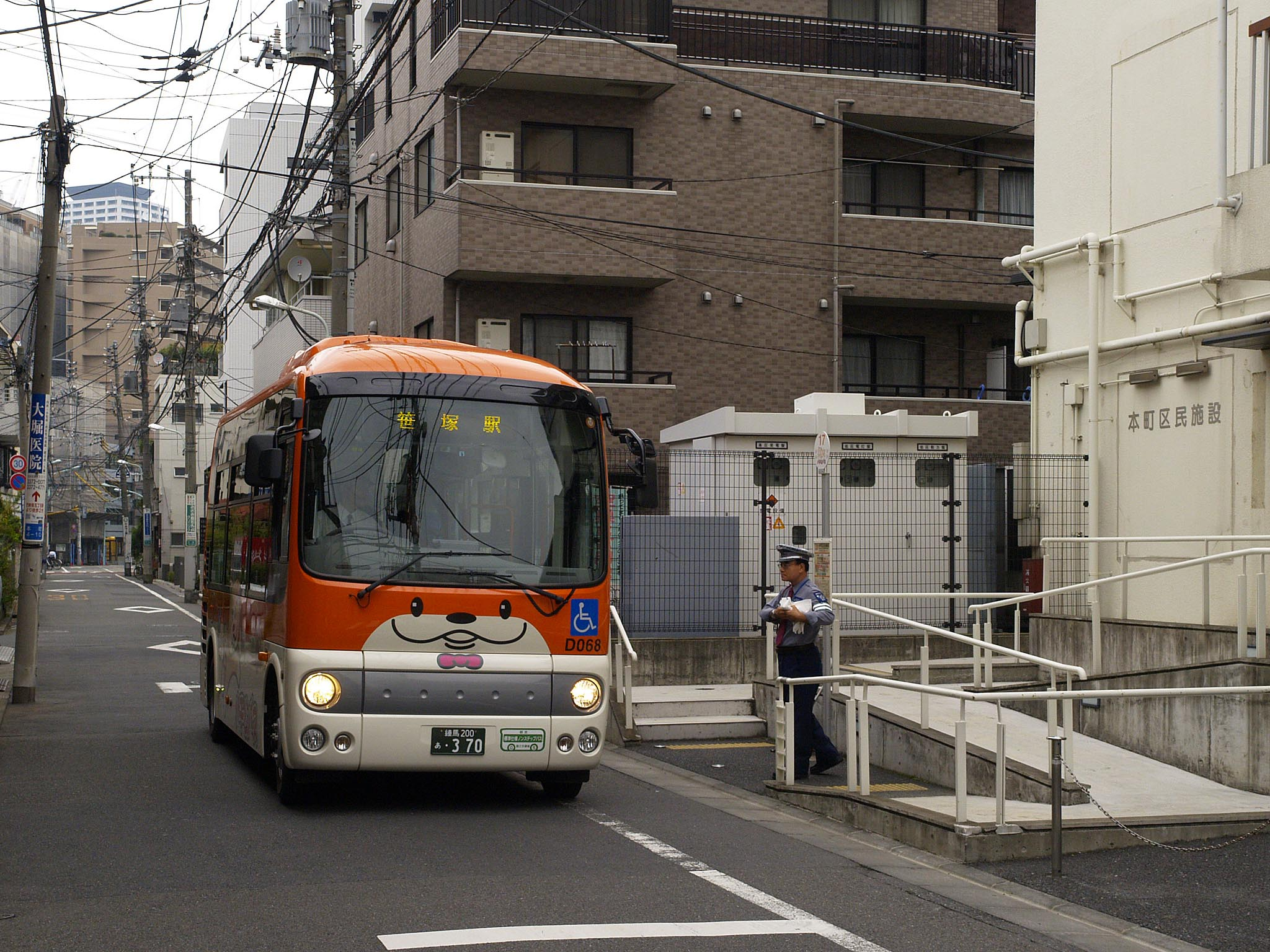
春の小川ルート （永福町営業所担当時代）
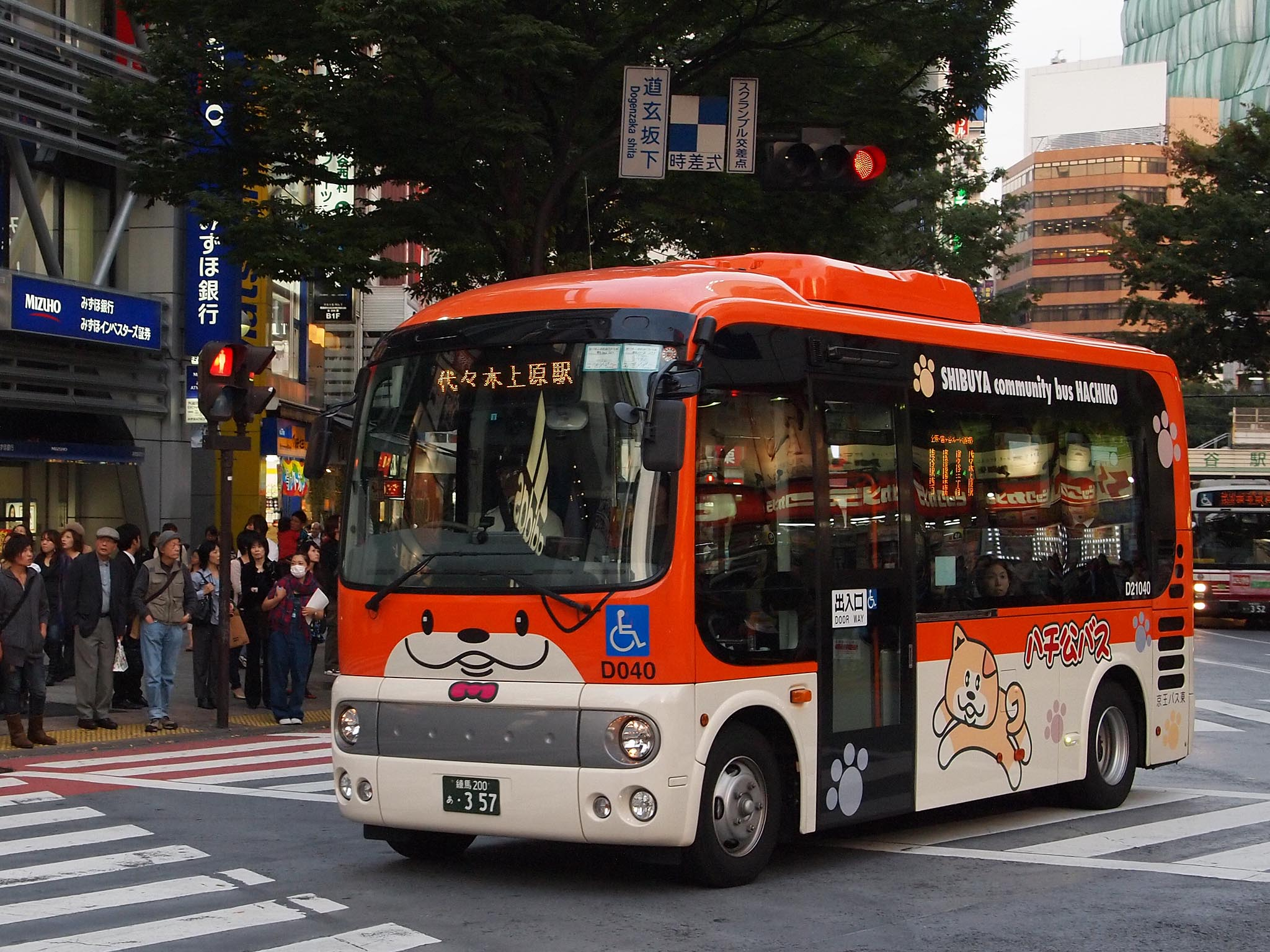
丘を越えてルート （永福町営業所担当時代）
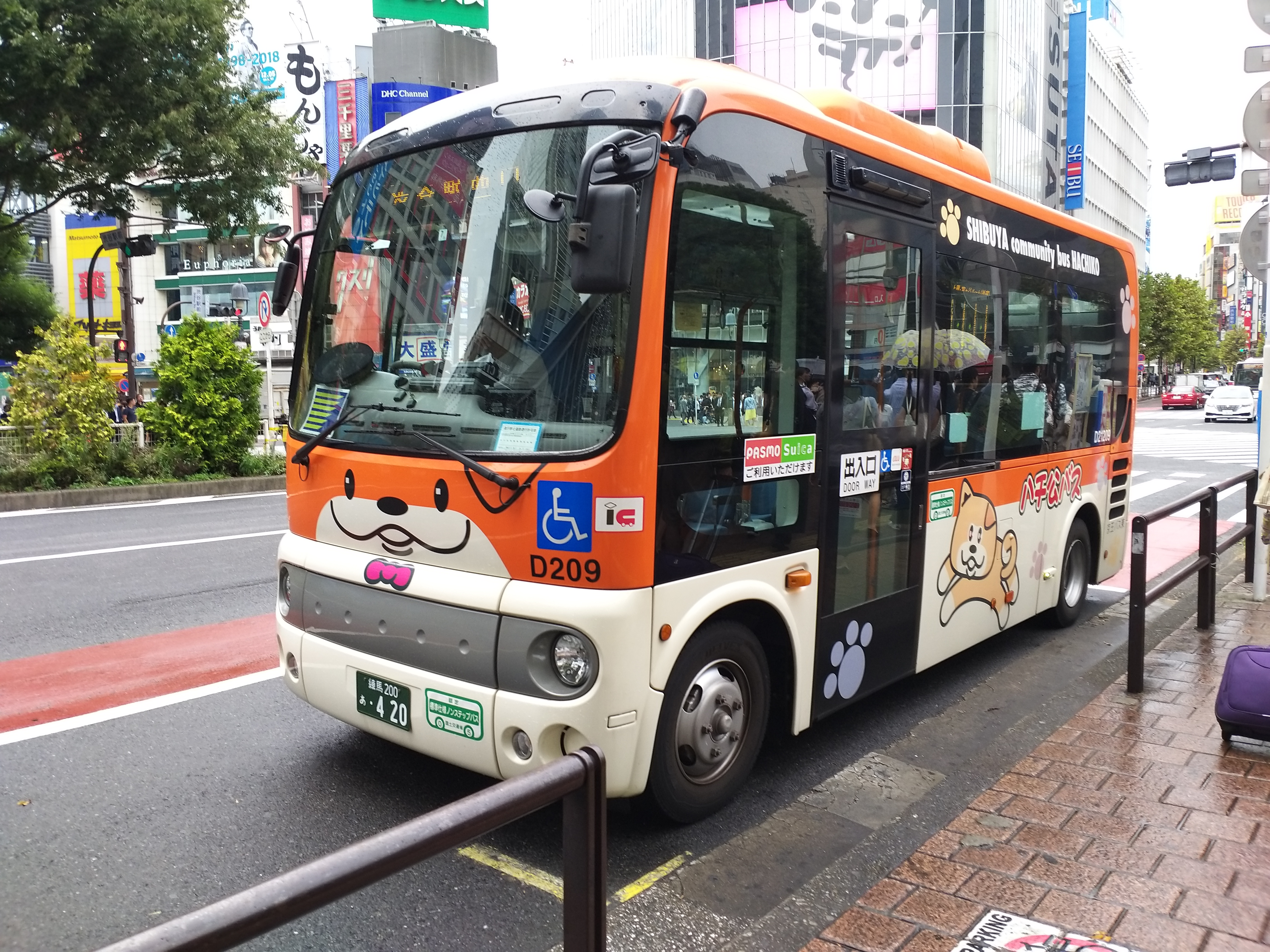
丘を越えてルート （永福町営業所担当時代）

## 廃止・撤退路線

### 和田堀線
- 宿42：新宿駅西口 - 西参道 - 西新宿四丁目 - 弥生町二丁目 - 中野車庫 - 佼成会聖堂

永福町営業所の聖堂線と違い、甲州街道を初台交差点を左折し、花見橋経由で佼成会聖堂まで行っていた。末期は中野車庫止まりに短縮され、1985年（昭和60年）頃に廃止。

### 大久保線
- （120→）橋63：下田橋 - 中野駅南口 - 東中野二丁目 - 大久保駅 - 国立医療センター - 牛込北町 - 市谷見附 - 国会議事堂 - 新橋駅

都営バス小滝橋営業所と共同運行。都営バスと京王帝都電鉄の共同運行による新橋駅発着、山手線東側直通路線の第3弾として、1950年（昭和25年）3月に開通。
東京都交通局第2次再建計画に伴う追加の路線再編成により、1979年（昭和54年）11月23日付で橋63と中63に分断。京王は国立医療センター以東の都営エリアへ乗り入れなくなると同時に、千代田区、港区から撤退した。ほぼ山手線（新大久保駅 - 新橋駅）内のみ（小滝橋車庫 - 新大久保駅は外側）の運行となった橋63系統は、都営単独で現在まで継続されている。その後、2021年10月1日に永福町営業所が052系統を新設したため、京王バスによる新橋駅への乗り入れがおよそ40年ぶりに復活した。
- 中63：下田橋 - 中野駅南口 - 東中野二丁目 - 大久保駅 - 国立医療センター

都営バス練馬営業所（現・練馬支所）と共同運行。交通局第2次再建計画に伴う追加の路線再編成で橋63系統が分割された際に、大久保駅以西を都営と京王帝都の共同運行で存続させた路線。都営側の所管が小滝橋から練馬に変更となった。

しかし分断により都心まで直通しなくなったこと、国電中野駅南口の京王バスと北口の関東バスの両方のターミナルに乗り入れなかったこと、中野駅以北において練馬線や関東バスの中村橋線・茂呂線といった併走系統と歩調を合わせたダイヤが組まれないなど、デメリットが多く乗客数は伸びなかった。結局は練馬線に統合される形となり、1988年（昭和63年）10月15日限りで廃止。中野駅以北は練馬線、中野駅と大久保駅の間は関東バスの宿05系統・野方線でそれぞれ代替されている。

### 川島循環線
- 中82：中野駅南口 → 杉山公園 → 中野車庫 → 川島通 → 東大附属 → 中野車庫 → 杉山公園 → 中野駅南口
- （出庫）：中野車庫 → 川島通 → 東大附属 → 中野車庫 → 杉山公園 → 中野駅南口
- （入庫）：中野駅南口 → 杉山公園 → 中野車庫 → 川島通 → 東大附属 → 中野車庫

中野駅から区の南側に位置する川島地区を循環運行して戻る。方向幕では「中野駅=川島循環」と表記されていた。1980年代は8時～20時に30分間隔で運行されていたが、1990年代前半から朝夕各3本に減少した。永福町営業所が中野新橋線を新設したため、2005年（平成17年）9月15日限りで廃止された。

### 中野新橋線
- 中83：中野駅（南口） → 紅葉山公園下 → 鍋屋横丁 → 中野新橋駅 → 南台交差点 → 中野特別支援学校 → 南部高齢者会館 → 広町住宅 → 南台交差点 → 中野新橋駅 → 鍋屋横丁 → 紅葉山公園下 → 中野駅南口
- 中83：中野駅（南口） - 紅葉山公園下 - 鍋屋横丁 - 中野新橋駅 - 南台交差点
- 中83：中野駅（南口） → 紅葉山公園下 → 鍋屋横丁 → 中野新橋駅 → 南台交差点 → 中野特別支援学校 → 南部高齢者会館（入庫）
- 中83：中野特別支援学校 → 南部高齢者会館 → 南台交差点 → 中野新橋駅 → 鍋屋横丁 → 紅葉山公園下 → 中野駅南口（出庫）
- 中84：中野駅（南口） - 紅葉山公園下 - 鍋屋横丁 - 中野新橋駅 - 南台交差点 - 峰
- 中85：中野駅（南口） - 紅葉山公園下 - 鍋屋横丁 - 中野新橋駅 - 南台交差点 - 方南町駅 - 永福町

2014年4月14日より、南部高齢者会館発着便の補完として南台交差点発着便の運行が開始されたが、南台交差点発着便のみ当営業所が中型車で担当していた。2019年2月18日のダイヤ改正により、南部高齢者会館発着便も当営業所に移管された。また、この改正で全体的に大幅な減便となり、日中の便は全て南台交差点発着となった。南台交差点発着便では中型車が、南部高齢者会館発着便では小型車が使用されていた。
2023年3月1日、中84（中野駅 → 中野新橋駅 → 南台交差点 → 峰）,中85（中野駅 → 中野新橋駅 → 南台交差点 → 永福町）が新設されたことにより中83系統は廃止された。
中84・85系統は2023年3月1日より一部区間を再編し運行開始。主に中型車が使用されるが、一部は中型長尺車も使用される。方南町駅から永福町までは中71と重複していた。2024年3月15日のダイヤ改正により廃止となった。代替として高46と統合した中86が運行されるが、中野新橋駅 - 東大附属間は路線バスが走らなくなる。
- 中86：中野駅（南口） - 紅葉山公園下 - 鍋屋横丁 - 中野新橋駅 - 中野車庫 - 中野富士見町駅入口 - 佼成会聖堂前 - 堀の内 - 高円寺陸橋 - 杉並車庫前 - 高円寺駅南口

中84・中85と高46の代替として2024年3月15日より運行開始した。高46と同様に新高円寺駅は停留所位置の関係で高円寺駅南口方面のみ停車する。堀の内二丁目（現：杏林大学杉並病院前） - 杉並車庫間は都営バス、新高円寺駅 - 高円寺駅南口間は関東バスの停留所を利用する形となる。高46時代に行われていた佼成病院（現：杏林大学杉並病院）への乗り入れは行われない。
高円寺阿波おどり開催中は高円寺駅南口 - 五日市街道入口交差点間が交通規制により通行できなくなるため、高円寺駅北口始発となり環七通り経由での迂回運行となる。
2025年（令和7年）4月1日改正で廃止となり、代替で中87系統（中野駅～中野新橋駅～中野車庫）が新設された。

### 新都心循環線

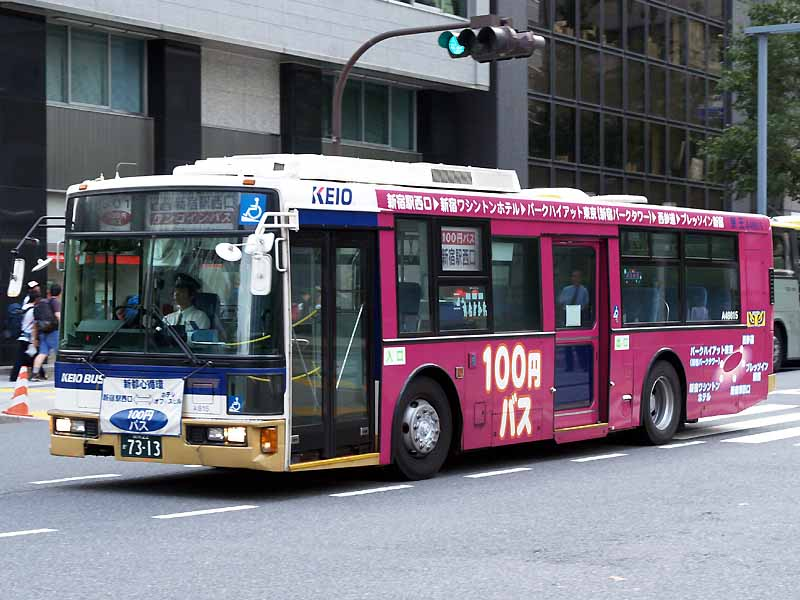
新都心循環線の専用車両 (A49815)

- S01：新宿駅西口 → 新宿ワシントンホテル → パークハイアット東京（新宿パークタワー） → 西参道 → プレッソイン新宿 → 新宿ワシントンホテル新館 → 新宿駅西口
  - 新宿WEバスに統合される直前の経路

2003年4月1日、S01系統「新都心循環 ワンコインバス」として運行開始。新宿駅西口から西新宿一帯を循環する路線。1978年kから永福町営業所が運行していた宿30・宿40「新宿循環線」をルーツとし、新宿WEバスの前身となった。系統番号は新たに「S01」が付与された。
運賃100円均一のワンコイン循環バスとして企画されたもので、新路線であることと安さをアピールするため、わかりやすく「100円バス」の愛称とピンク色のラインカラーが設定された。新宿駅西口のりばは20番のりば（宿41・宿45と同一）を使用し、新都心循環の経路を表示したピンク色の案内板が設置された。
車両は運行開始時より日産ディーゼル・UAのフルフラットノンステップバス（UA460KAM改、1998年式、富士重工7E車体）が使用され、専用車両にはピンク色の専用ラッピングが施され、大きく「100円バス」の文字と経路が書かれていた。
2005年5月14日、甲州街道から十二社通（じゅうにそうどおり）を通る経路に変更された。
2007年3月18日のPASMOサービス開始後も、専用車両にはICカードリーダーが搭載されず、PASMO・Suicaは利用できなかった。
2009年9月27日に新宿WEバスが開業し、2011年12月1日より新都心循環線もWEバスに統合され、新都心循環線は廃止された。

### 渋谷線（入庫）
- 宿51：新宿駅西口 → 新宿駅西口26番 → 十二社池の下 → 西参道　※平日のみ

NHK線廃止に伴う改正で廃止され、渋谷駅からの入庫便のみになった。

### 初台線
- 渋65：東京オペラシティ →（直通）→ 渋谷駅（臨時運行）

渋65は東京オペラシティで催事がある場合に限り運行される臨時系統となっていたが、2010年代以降は運転されることもなく実質的な消滅であった。

### 笹塚線
- 渋60：渋谷駅 → 東大裏 → 富ヶ谷交差点 → 代々木上原駅 → 大山町 → 東京消防学校西 → 笹塚駅 → 大原一丁目 → 大山町 → 代々木上原駅 → 東大裏 → 渋谷駅

2023年3月1日のダイヤ改正により、渋65に振り替えられる形で廃止された。

### 佼成病院 - 高円寺線
- 高46：佼成病院 - 堀の内二丁目 - 堀の内 - 杉並車庫 - 高円寺駅南口

2014年9月16日に開業した。当初は堀の内二丁目（現：杏林大学杉並病院前） - 高円寺駅南口間を結んでいたが、同年10月1日より佼成病院（現：杏林大学杉並病院）発着に延長となった。運行時間帯は7時台 - 18時台までであり、約40分間隔での運行。原則として中型車で運行される。新高円寺駅は停留所位置の関係で高円寺駅南口方面のみ停車する。
当系統の京王が設置するバス停は佼成病院のみとなっており、堀の内二丁目 - 杉並車庫間は都営バス、新高円寺駅 - 高円寺駅南口間は関東バスの停留所を利用する形となった。
高円寺阿波おどり開催中は高円寺駅南口 - 五日市街道入口交差点間が交通規制により通行できなくなるため、高円寺駅北口始発となり環七通り経由での迂回運行となる。
2018年2月22日付で永福町営業所から当営業所に移管された。
2024年3月15日に中86に振り替えられる形で廃止となった。

### 練馬線
- 中91︰中野駅（北口） → 中野区立総合体育館  → 北野神社前 → 中野区役所 → 中野駅（北口）（土休日のみ運行）

2021年4月3日に運行開始したが、利用が芳しくなかったため2024年3月10日の運行をもって廃止された。

### 代田橋循環線
- 中81：富士高校 → 笹塚中学 → 富士見丘学園 → 代田橋 → 笹塚駅 → 笹塚中学 → 中野車庫 → 杉山公園 → 中野駅（南口）（土曜早朝1本のみ）

2024年8月17日の運行をもって廃止された。

## 車両
当営業所の所属車両のナンバープレートは練馬ナンバーである。
いすゞ自動車以外の国産3メーカーの車両を導入しており、日産ディーゼル（現・UDトラックス）・三菱ふそうトラック・バス・日野自動車の車両が在籍する。

### 過去の車両

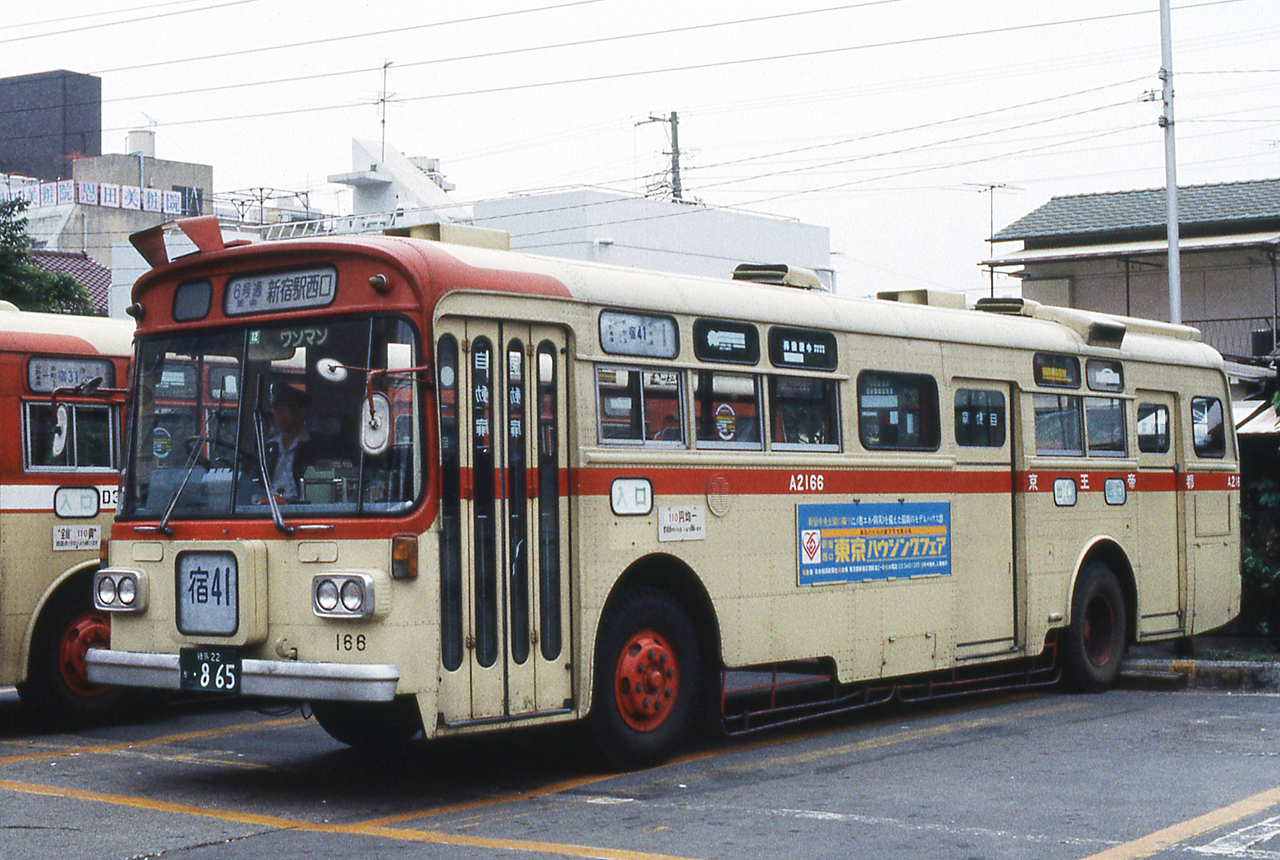
京王帝都電鉄時代の一般路線者日野・RE140前面の四角い系統番号を表示した方向幕が特徴で「弁当箱」と呼ばれていた。
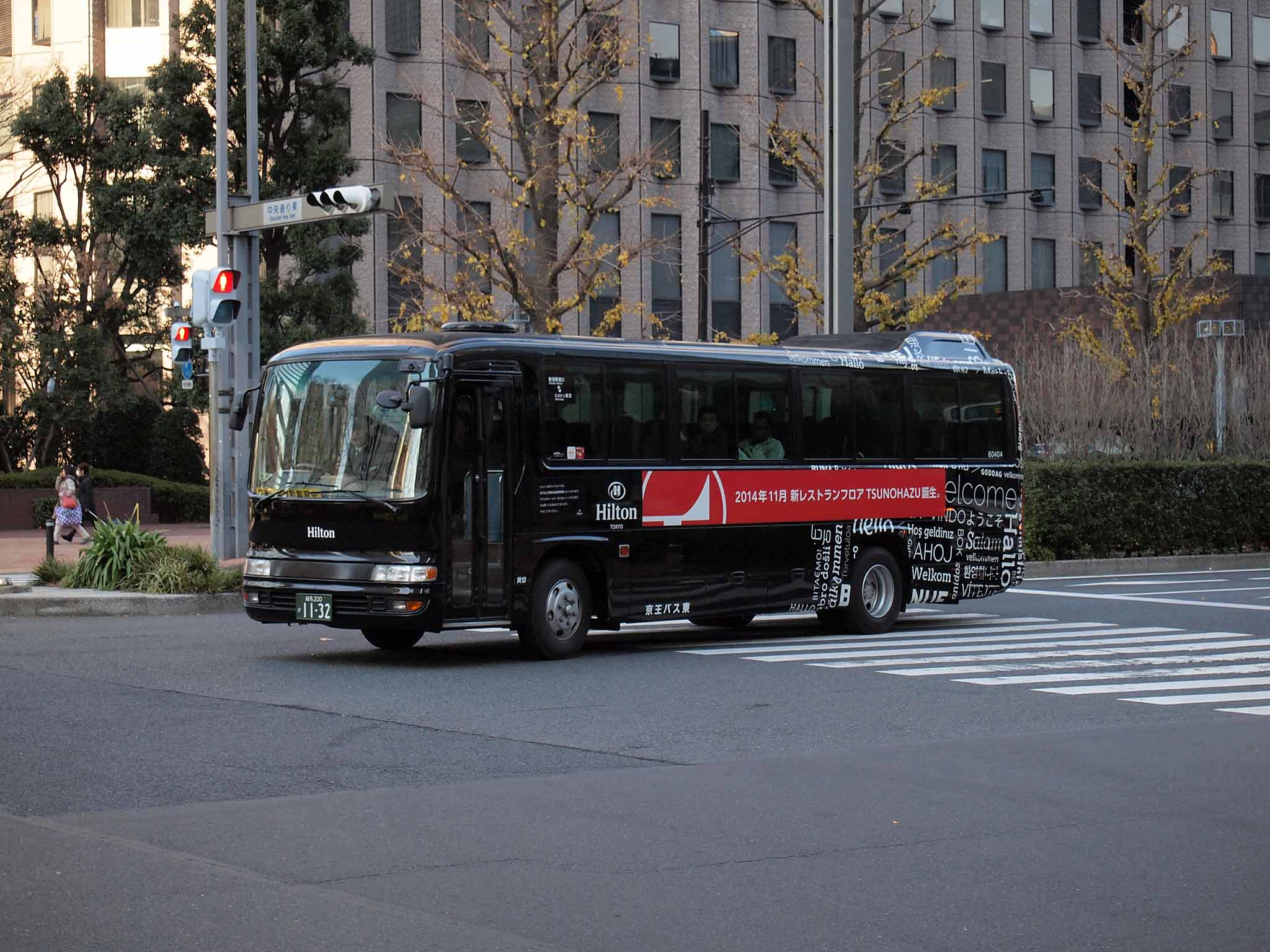
代替されたヒルトン東京シャトルバス専用車　日野・メルファ（K60404号車）　　永福町営業所所属時代（除籍済）
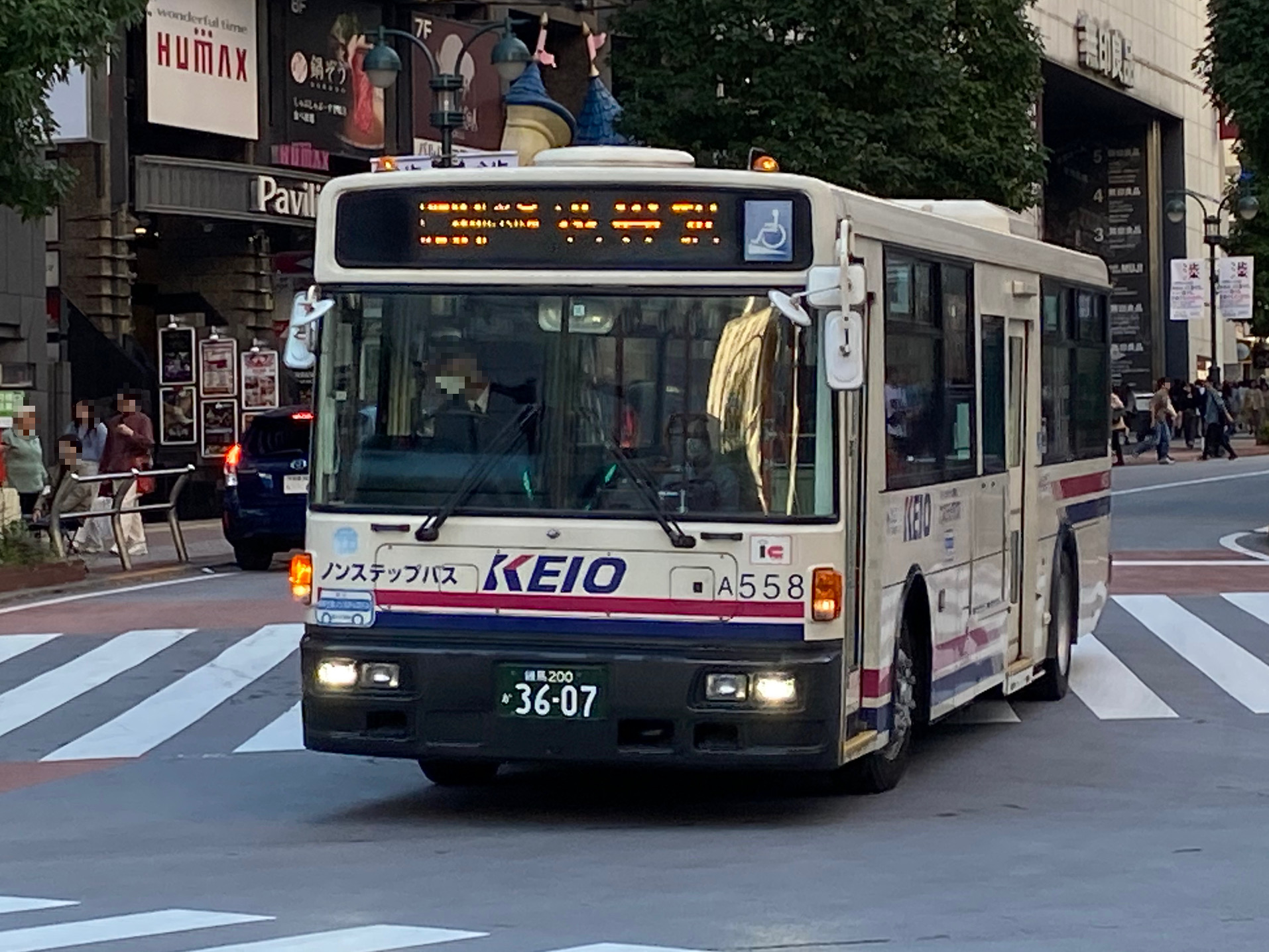
日産ディーゼル・スペースランナー JP KL-JP252NAN改 京王電鉄カラー（A40558号車）

京王帝都電鉄時代から、八王子営業所とともに日野自動車を指定メーカーとしており、かつては大型路線車の日野・RE系などが活躍していた。
1994年までは大型路線車の日野・ブルーリボン（HT系）（P-HT、U-HT）を多数導入しており、中野・八王子両営業所の特徴的な車種であった。P-代までは中野・八王子とも標準尺（P-HT235BA）の車両を導入していたが、運行エリアの道路環境の違いから、1990年（U-代）より中野では短尺車（U-HT2MLAA）、八王子では標準尺（U-HT2MMAA）を導入するようになった。ブルーリボンHT系は、当初は京王帝都カラー（黄色地にオレンジ帯の簡略2代目旧塗装）で導入されたが、1990年からの「リフレッシング京王」によるCI導入により、八王子営業所の車両とともにアイボリー地の京王電鉄バスカラーに順次塗り替えられた。中野営業所の車両はその後さらに、京王ブルー基調の京王バスカラー（子会社カラー）に塗色変更されている。
また中野営業所では、1987年にブルーリボン観光マスクのワンロマ車（P-HU276BA）を2台導入し、当初は観光バスカラーであったが、その後塗装変更した上で一般路線に転用された。
1995年からは京王バスグループの他の営業所と同様、日産ディーゼル製の中型長尺ワンステップバス（JP系）の大量導入が開始され、それ以降は日産ディーゼル製車両の配置が急増し、経年車はJPのノンステップバスに置き換えられた。その後、1999年 - 2005年にかけて導入された日産ディーゼル・スペースランナーJP（KL-JP252NAN改）は経年による除籍が進み、2023年12月に最後まで残ったA40558号車が除籍された。これにより、京王電鉄バスグループからKL-JP252NAN改が形式消滅となった。
しかし、2000年に日野自動車からも中型長尺ノンステップ車のレインボーHRが発売されると、八王子営業所とともに大量導入を開始。ブルーリボンHT系と並び、中野と八王子の特徴的な車種となった。レインボーHRの発売時は、小型（7m）・中型（9m）・中型長尺（10.5m）の3種がラインナップされたが、京王では中型長尺のみ導入しており、中野・八王子にも10.5m車のみ在籍した。HRは2000年から2004年まで（KL-代）のみの導入となっており、経年により2017年までに全車除籍となっている。

### 現行車両

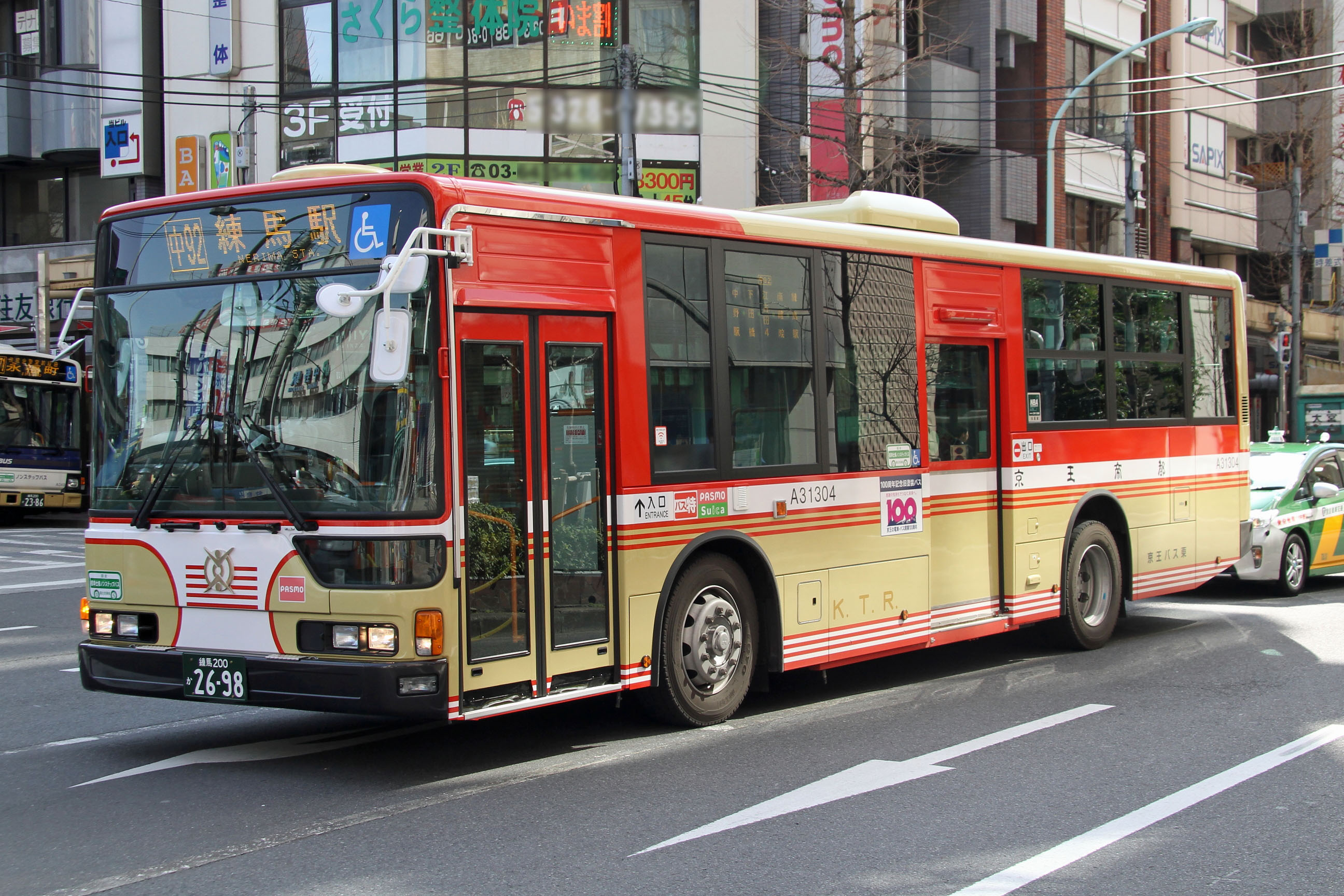
100周年記念復刻塗装のエアロスター（A31304号車）
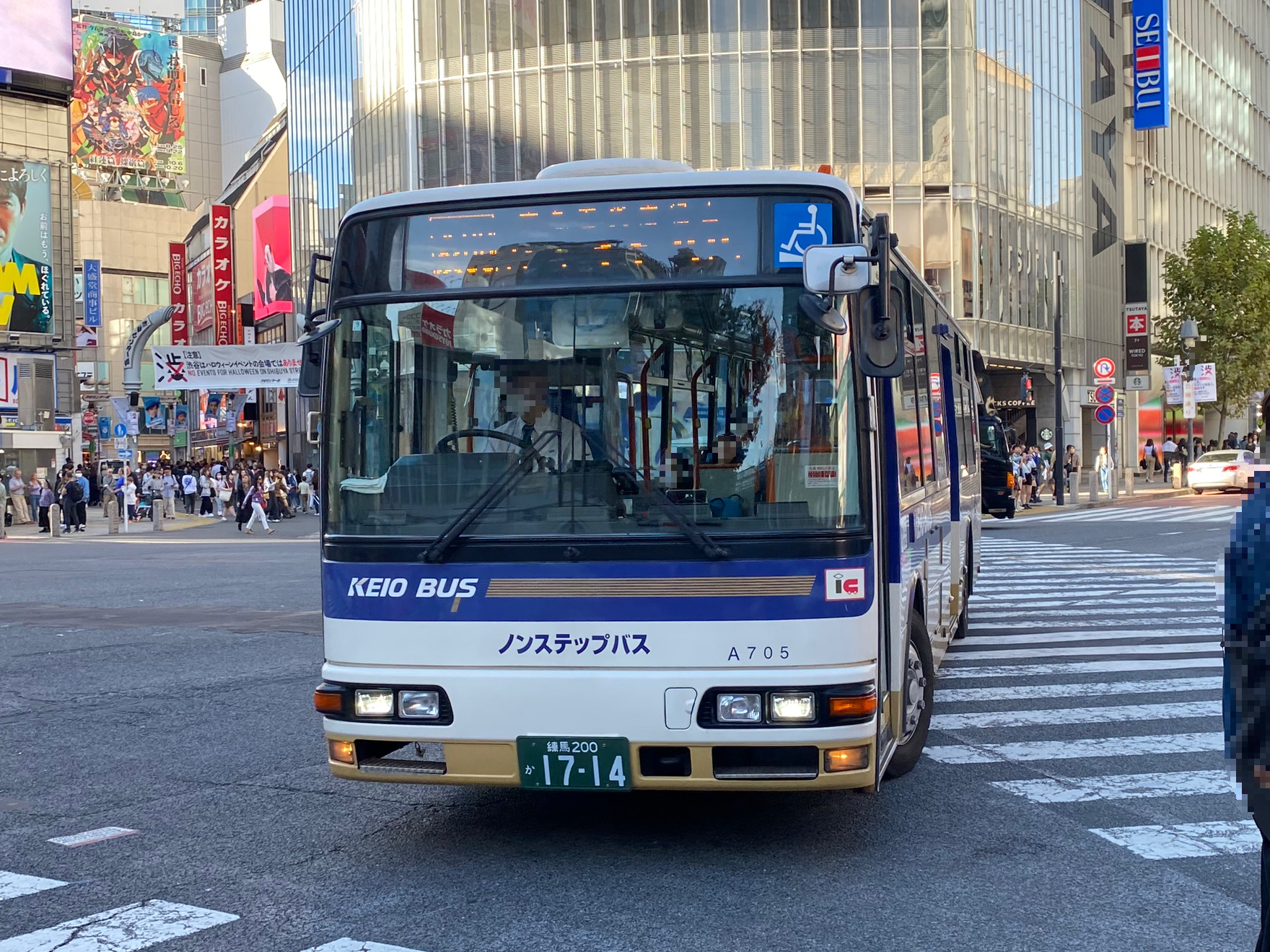
三菱ふそう・エアロミディMK（A30705号車）
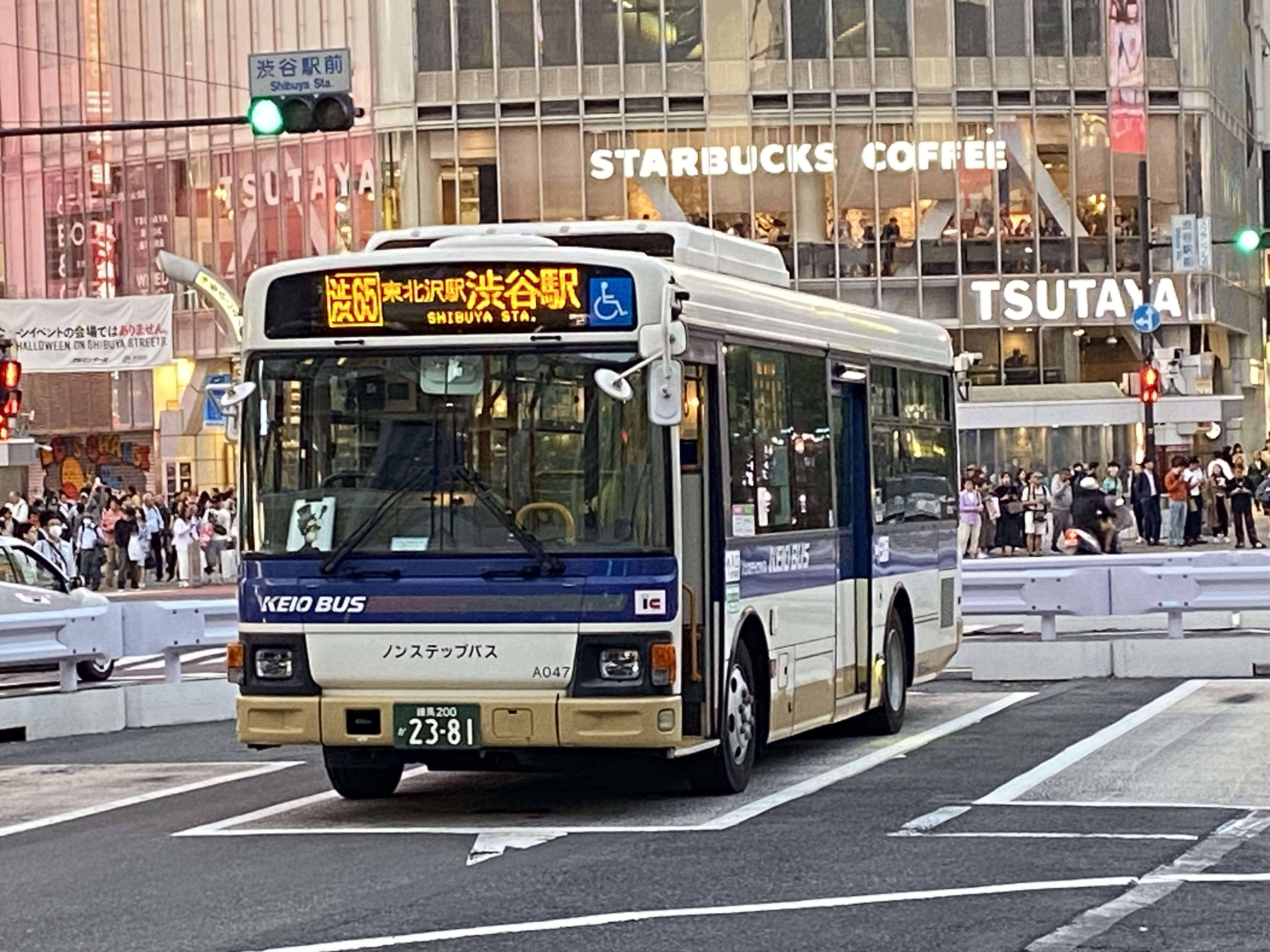
日野・レインボー　PDG-KR234J2系（A21047号車）
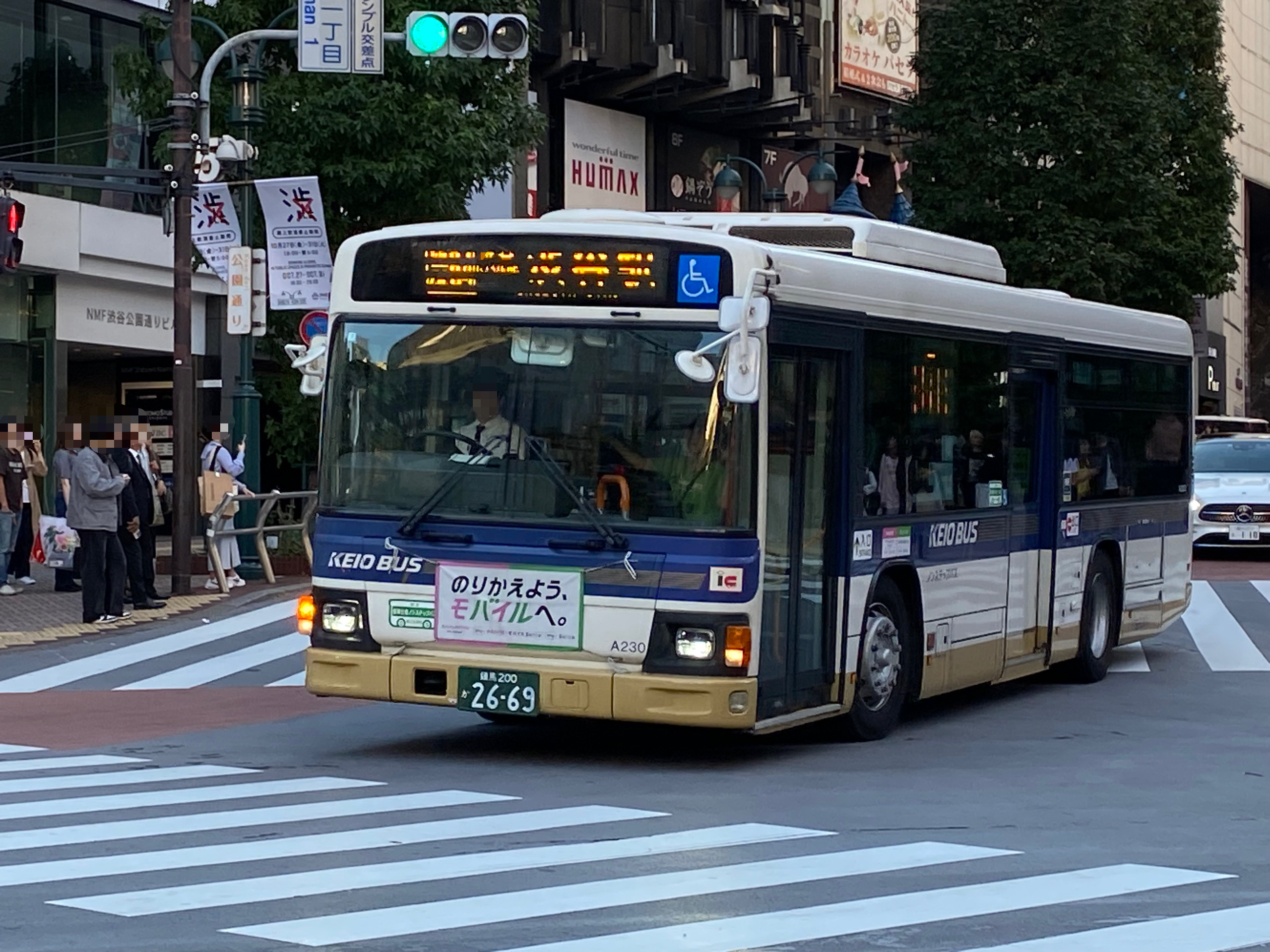
日野・ブルーリボンⅡ　QPG-KV234系（A21230号車）
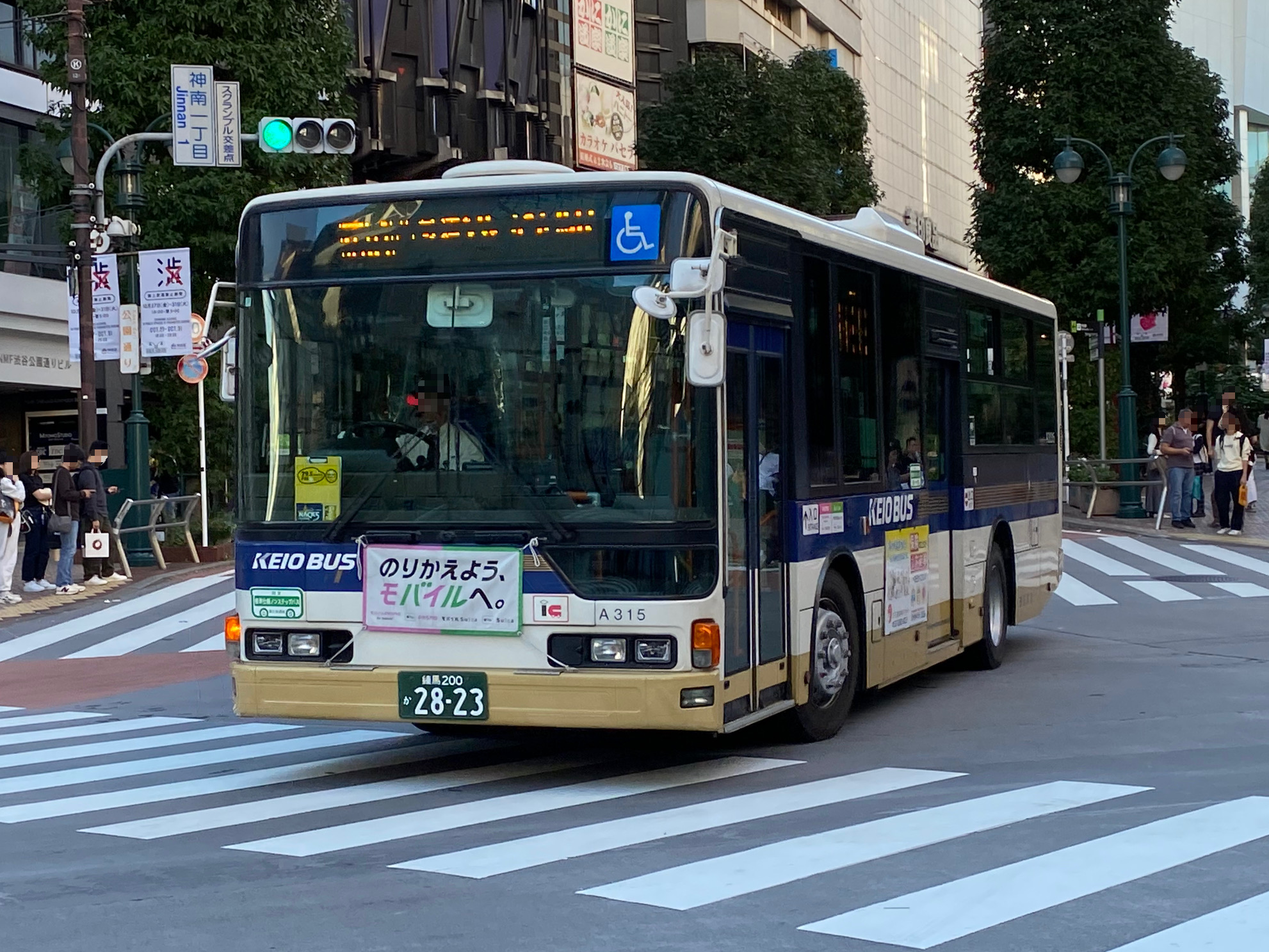
三菱ふそう・エアロスター MP37系（A1315号車）
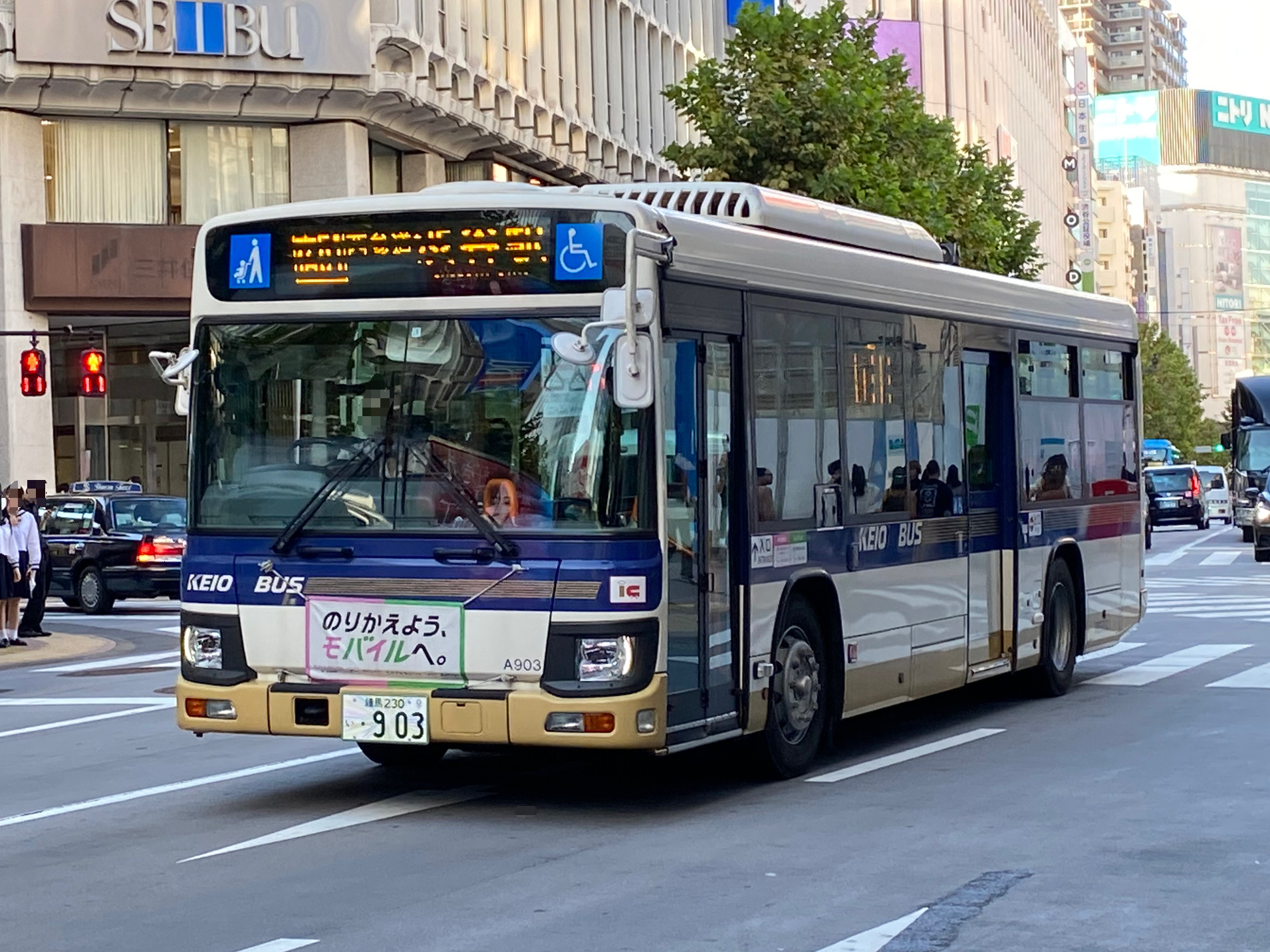
日野・ブルーリボンⅡ　2PG-KR234系（A21903号車）
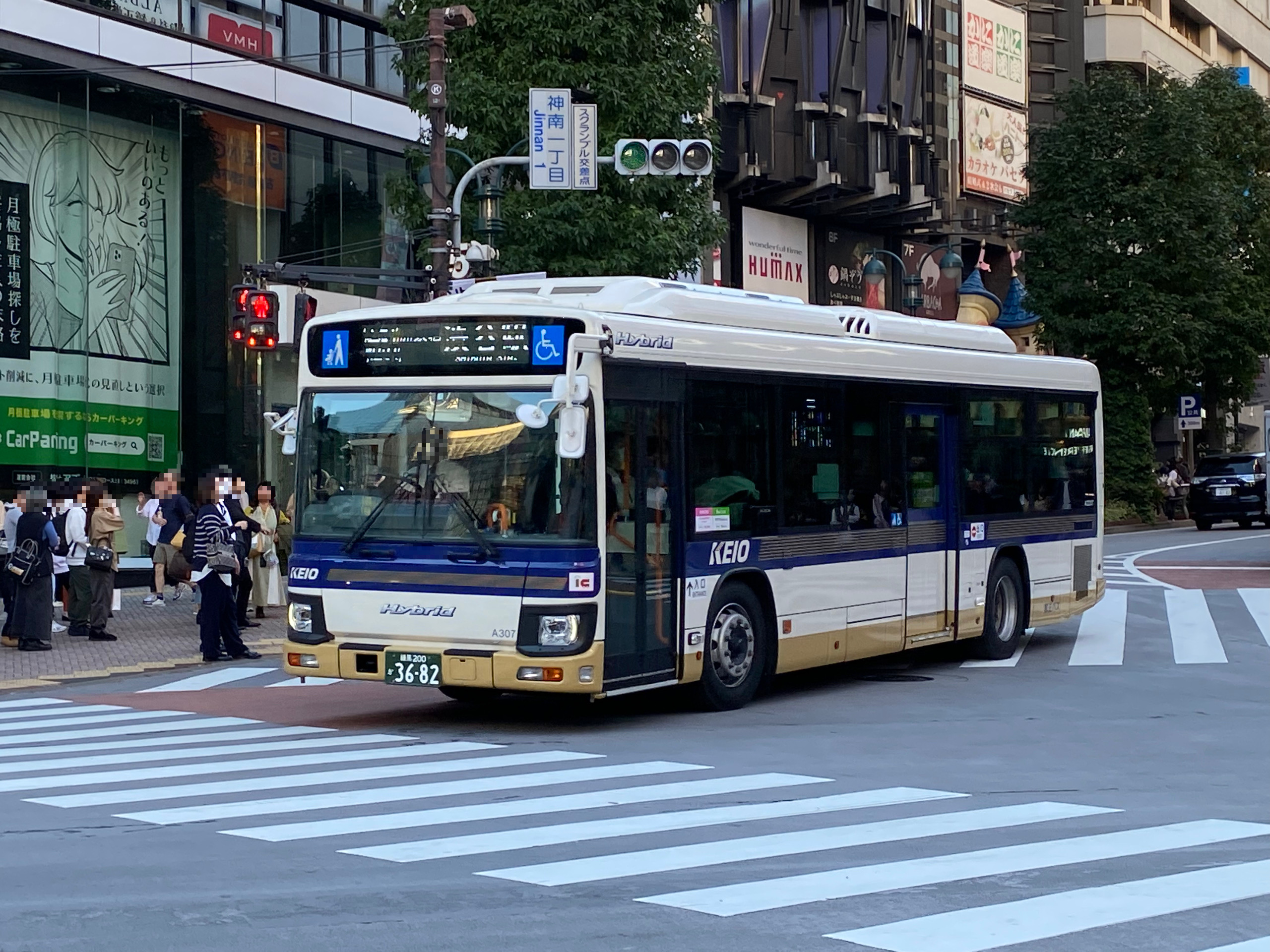
日野・ブルーリボンⅡハイブリッド　2SG-HL2ANBP（A22307号車）
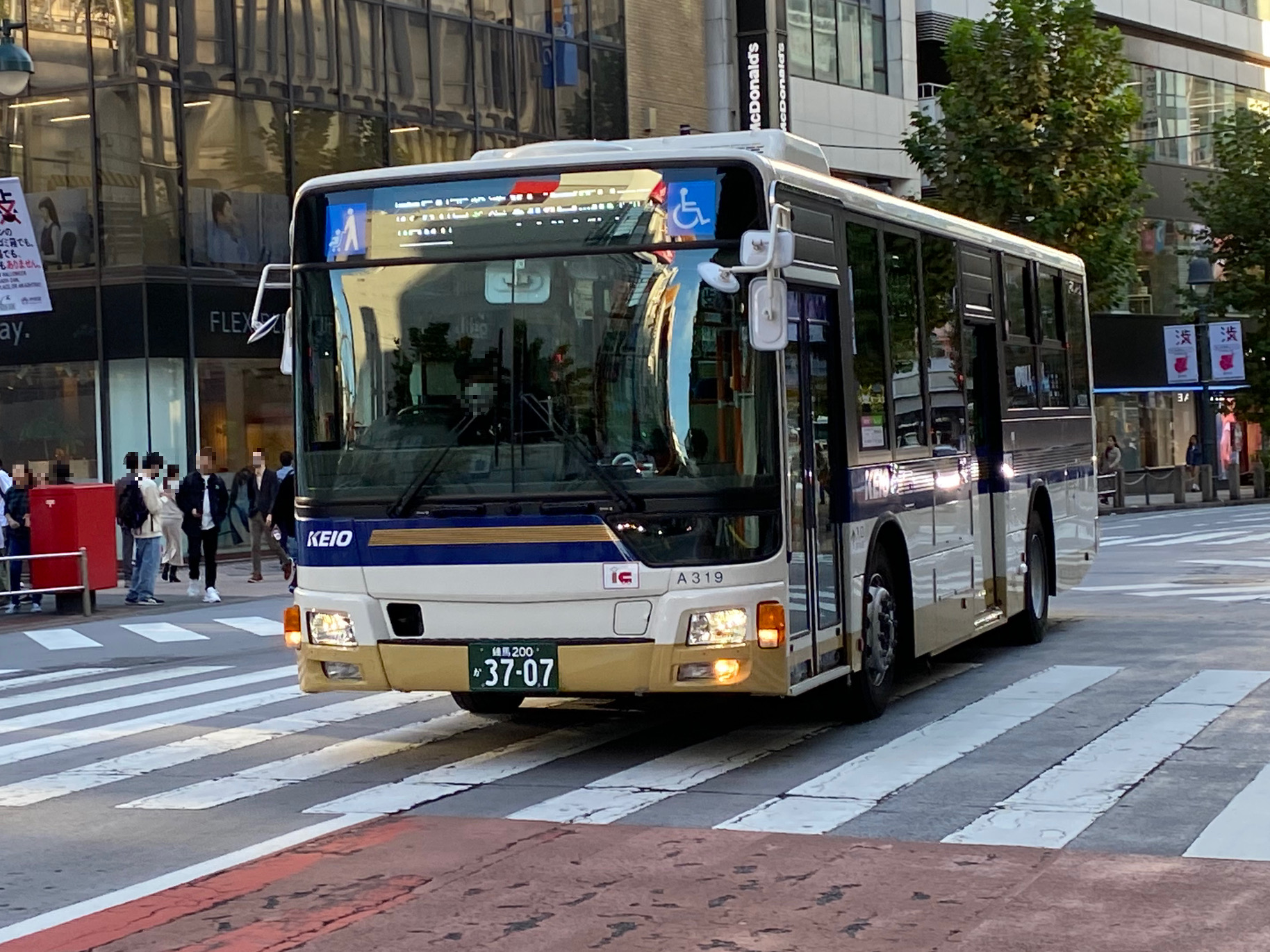
三菱ふそう・エアロスター MP38系（A32319号車）
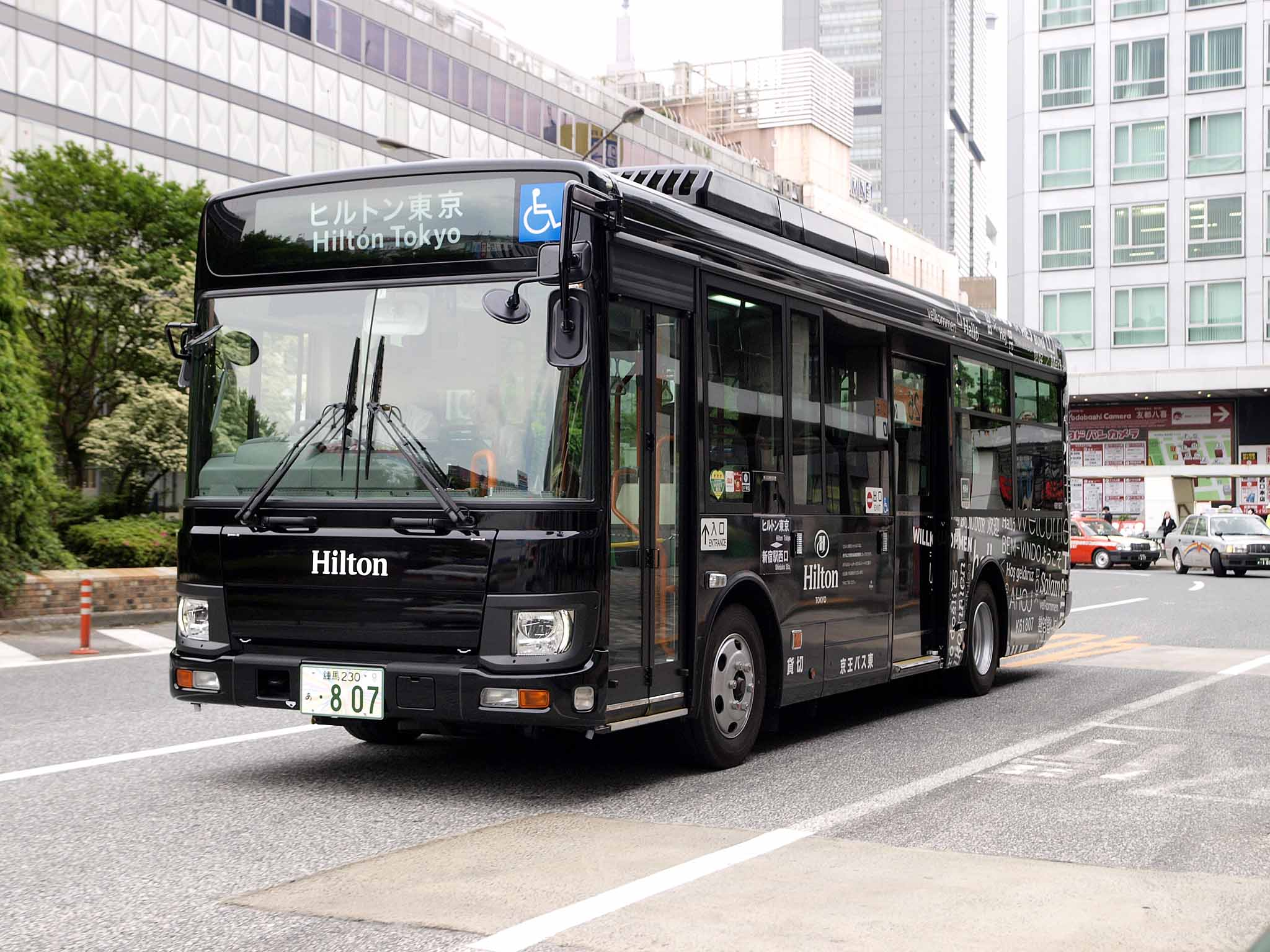
ヒルトン東京シャトルバス専用車（K61807号車）

2008年に導入されたスペースランナーJP（PDG-JP820NAN）も、2014年と2019年 - 2020年にかけて、40801 - 40806が桜ヶ丘営業所・多摩営業所・南大沢営業所へ計6台が転属となり、当営業所にはA40807とA40808の2台のみが残っている。
その後、各社で中型長尺車の製造が中止されてからしばらくは、少量の中型車の新製配置と、世田谷営業所（当時）を除く全営業所からの転属車で代替されるようになり、大型路線車はほとんど導入されない状態となっていた。多摩地域の運賃後払い方式を採用する営業所からの転入も多く、当該車両はナンバー登録の変更や、車内の運賃後払い方式対応設備の撤去が行われたものの、中扉前に設置されている車外スピーカーは移設されずそのままとなっている。
2009年の新宿WEバス開業時には、日野・レインボーIIを種車に、京王グループの東京特殊車体にて中扉以降の車体後部にサンルーフを設置するなど改造を施した、専用の中型車が4台（A20923 - A20926）配属されている。
2012年に三菱ふそう・エアロスターと日野・ブルーリボンIIを導入、久しぶりの大型車の新製配置となった。以降は､断続的に日野とふそうの新車が導入されるようになり､比率も高くなった｡
2013年にはエアロスターを一挙12台導入。うち2台（A31304・A31305）は「京王の電車・バス100周年記念塗装」として京王帝都電鉄時代の復刻塗装が施されている。また同年には三菱ふそう製中型車のエアロミディMK（TKG-MK27FH、9m車）が1台導入された。
2018年には特定車として、ヒルトン東京シャトルバス（無料送迎バス）専用車の日野・レインボー（K61807、2KG-KR290J3）が1台導入された。レインボー（2代目KR系）の導入は京王バス全体としても初であり、2019年現在、京王バスでは唯一となる（京王グループの西東京バス・京王自動車では導入例あり）。これにより永福町営業所から引き継いだ専用車両の日野・メルファ（K60404、KK-RR1JNEE）を代替し、ノンステップバスに置き換えてバリアフリー化した。
2019年には永福町営業所からの路線移管に伴い、三菱ふそう製中型長尺車のエアロミディMK（PA-MK27FM、10.5m車）が複数台転入したほか、専用車両も転入した。コミュニティバス用ではハチ公バス専用車の日野・ポンチョ（2代目HX系・ショートボディ）、特定車は新宿パークタワーOZONEシャトルバス専用車のポンチョ（2代目HX系・2ドアロングボディ）が転属して在籍する。
2019年に､桜ヶ丘や多摩と同様にHL系を導入して以降､日野の大型車は全てHL系となっており､KV290及びいすゞ製のLV290は導入されていない｡